# Église San Geremia
L'église San Geremia est une église catholique de Venise, en Italie. L'édifice est connu comme le siège du culte de sainte Lucie de Syracuse car ses reliques y sont conservées et font l'objet d'un culte.

## Histoire

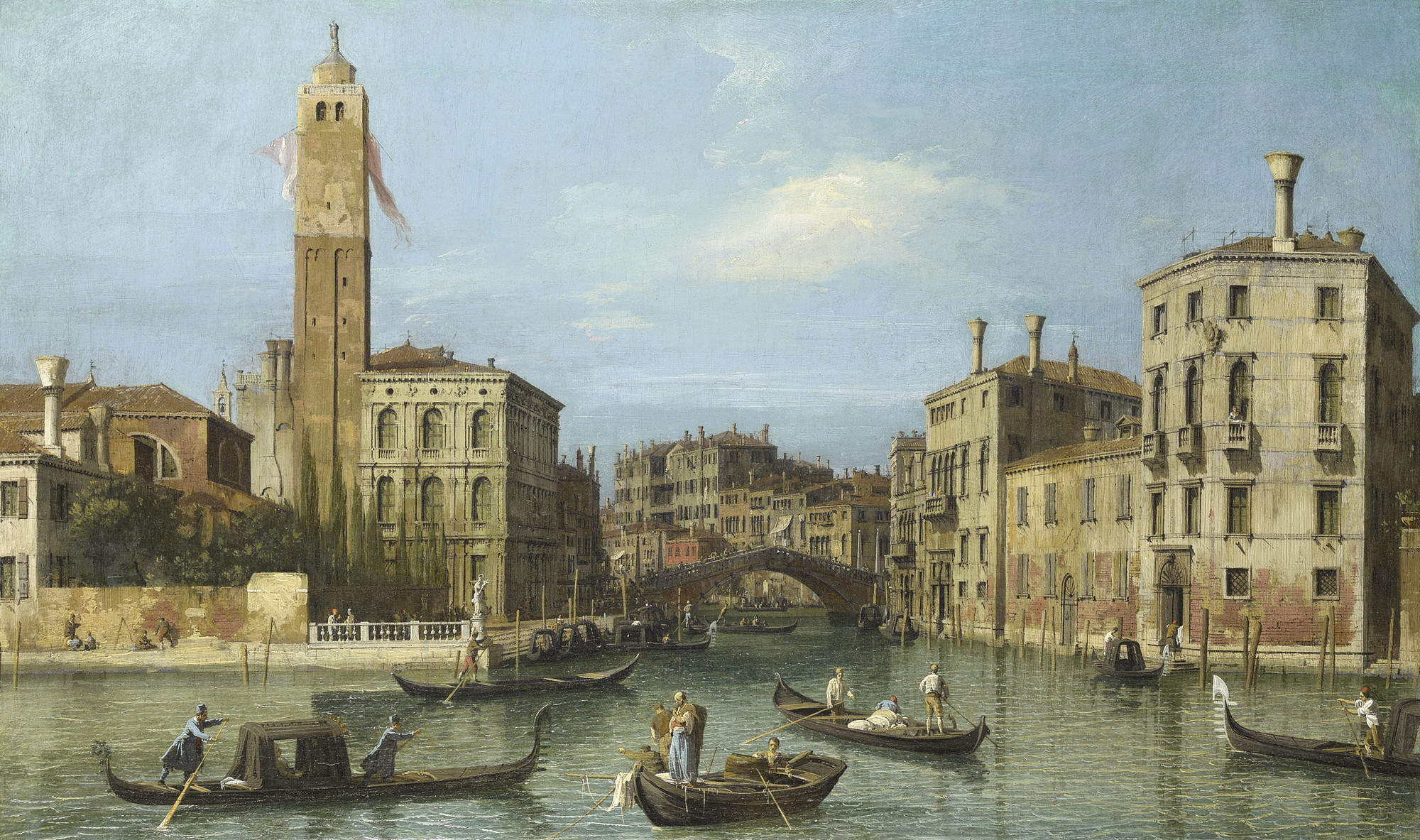
San Geremia et l'entrée du Cannaregio
1726-1727 par Canaletto
Royal Collection

La première église a été érigée entre les VIIIe et XIe siècles, puis reconstruite à plusieurs reprises. En 1206, elle est mentionnée pour abriter les restes de San Magno di Oderzo (mort en 670), qui avait trouvé refuge dans ce domaine des Lombards.
Une première reconstruction a eu lieu sous le règne du doge Sebastian Ziani. Une plaque, qui existe encore aujourd'hui, enchâssée près de la porte principale  indique 1292 comme année de consécration de l'église.
L'édifice actuel date de 1753, conçu par Carlo Corbellini et la façade est de 1861. Le campanile en brique (datant probablement du XIIe siècle) possède deux étroites fenêtres à meneaux romanes à la base.

## Description
le plan de l'édifice est une croix grecque, avec des bras symétriques se terminant par une abside semi-circulaire. Les murs sont plutôt sobres. 
Le maître-autel et son chœur sont remarquables, avec deux statues en marbre de saint Jérémie et de saint Pierre par G. Ferrari (1798). Une œuvre de Palma le Jeune (La Vierge assiste au couronnement de Venise par l'évêque saint Magnus) décore l'autel.
L'orgue a la particularité d'avoir un double buffet de part et d'autre du maître-autel.
Au pied de la contre-façade une des cloches de bronze datant de 1813 a été déposée. Le mécanisme de l'horloge datant de 1500, aujourd’hui restauré, est exposé du côté gauche de la contre-façade.

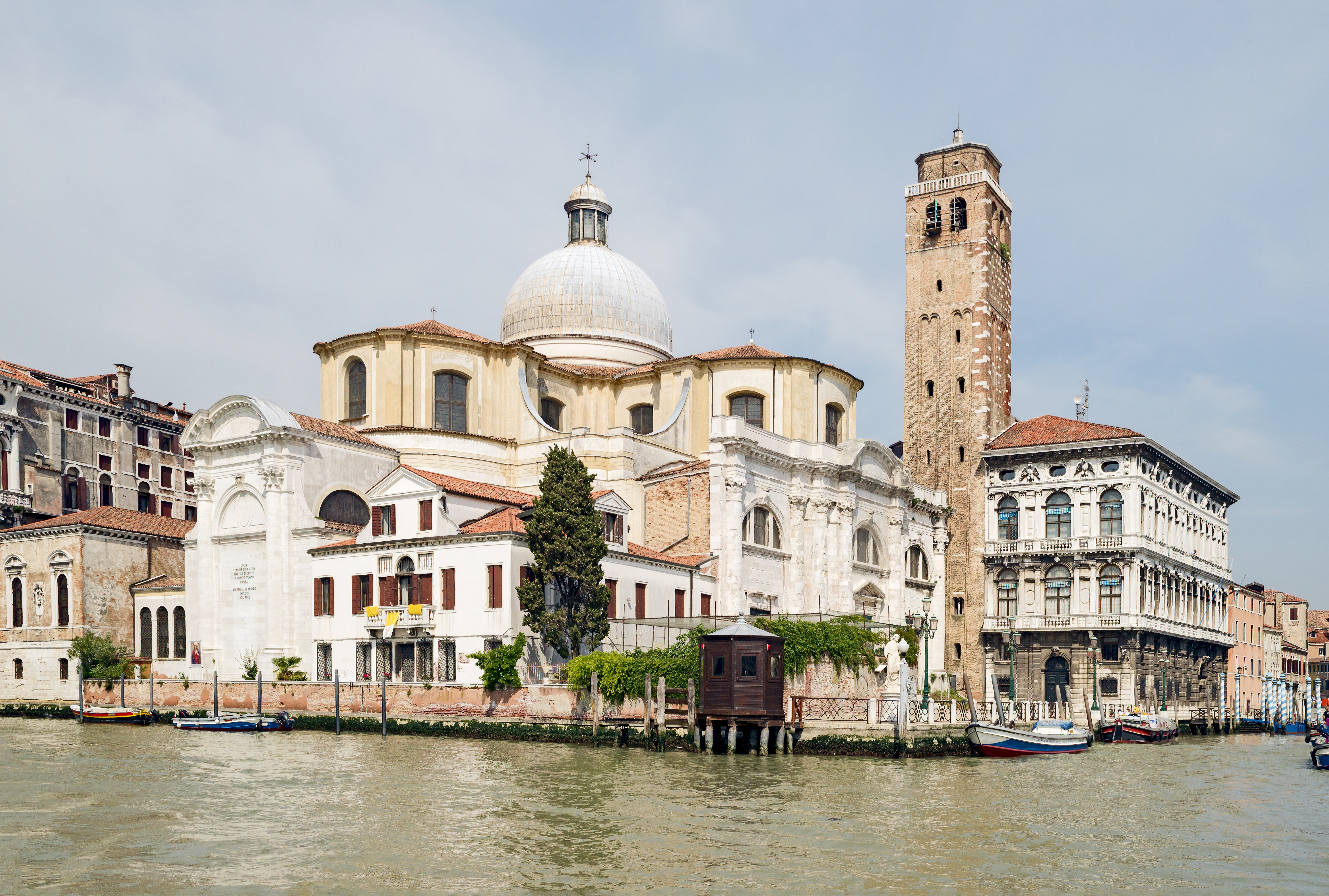
Vue de San Geremia depuis le Grand Canal
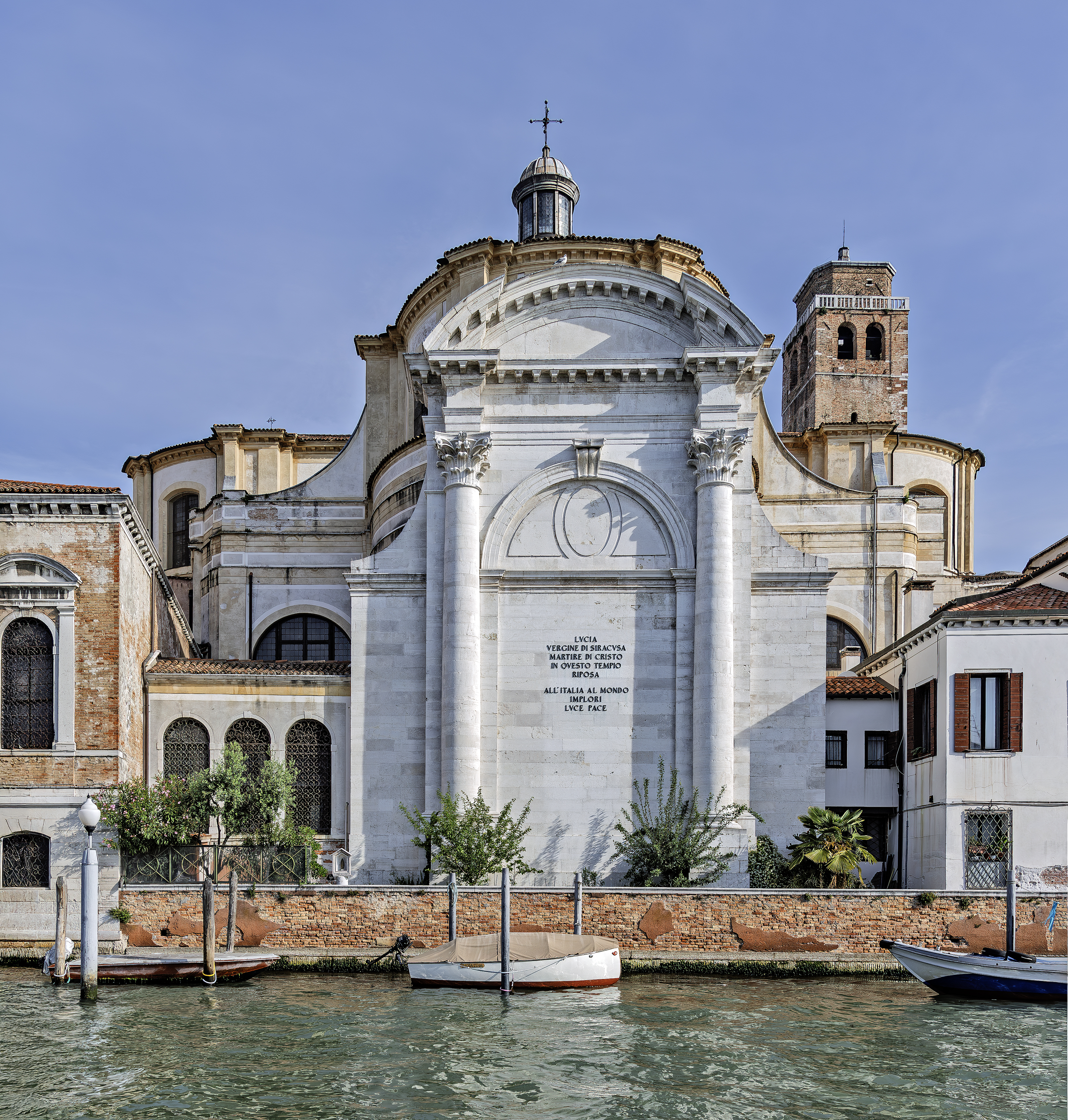
L'abside vue du Grand Canal
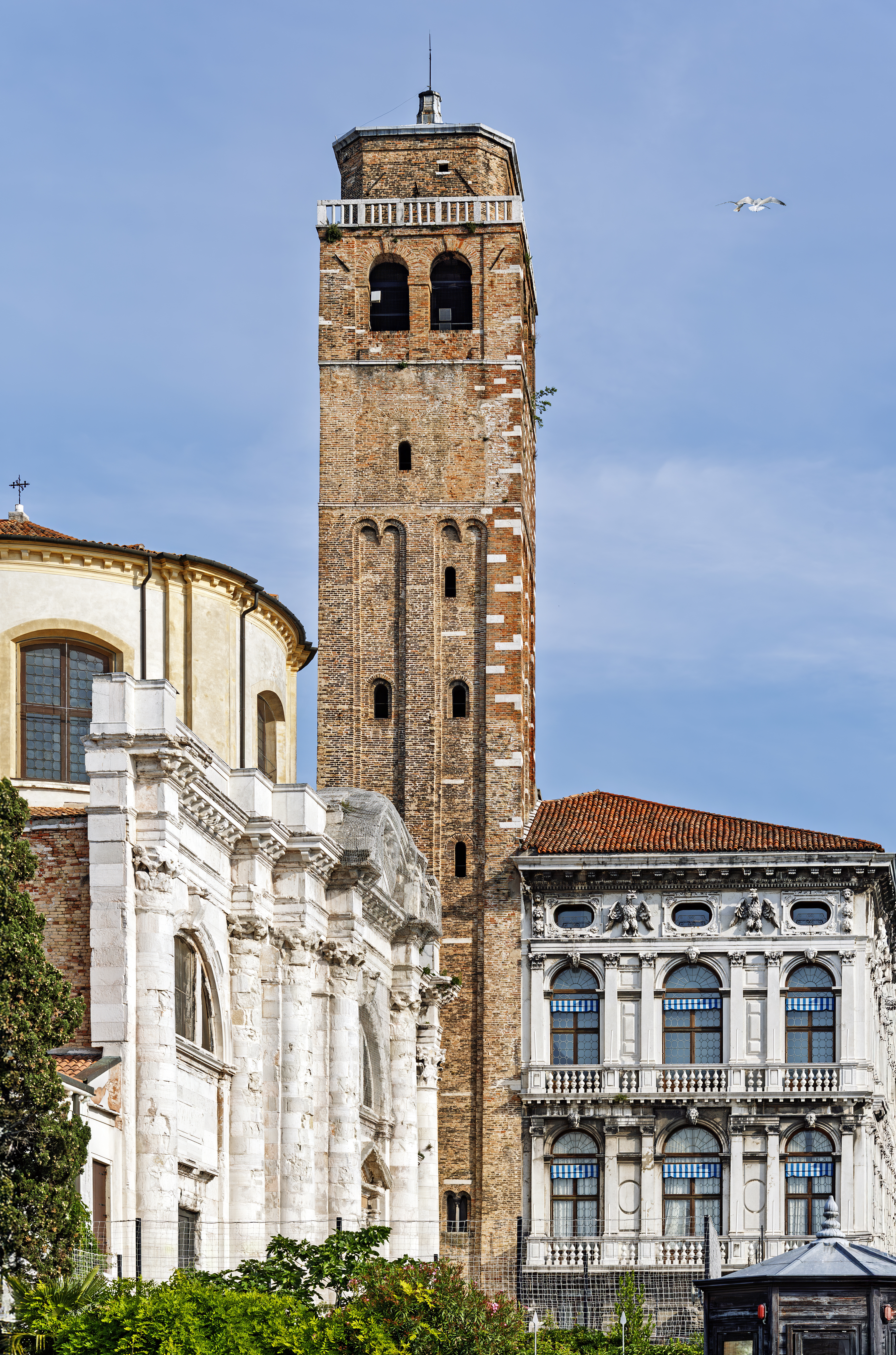
Le clocher vu du Grand Canal
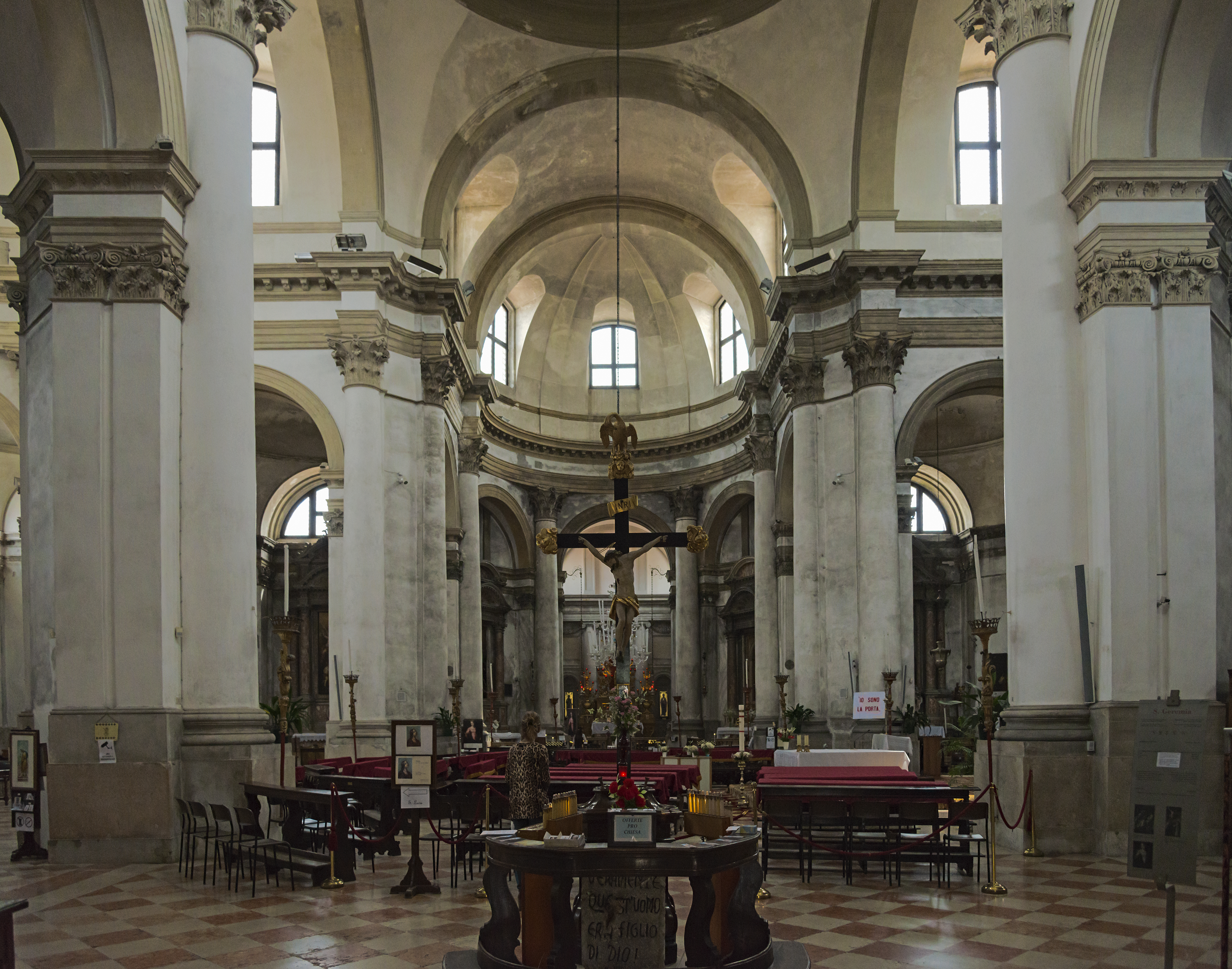
Intérieur par l'entrée latérale
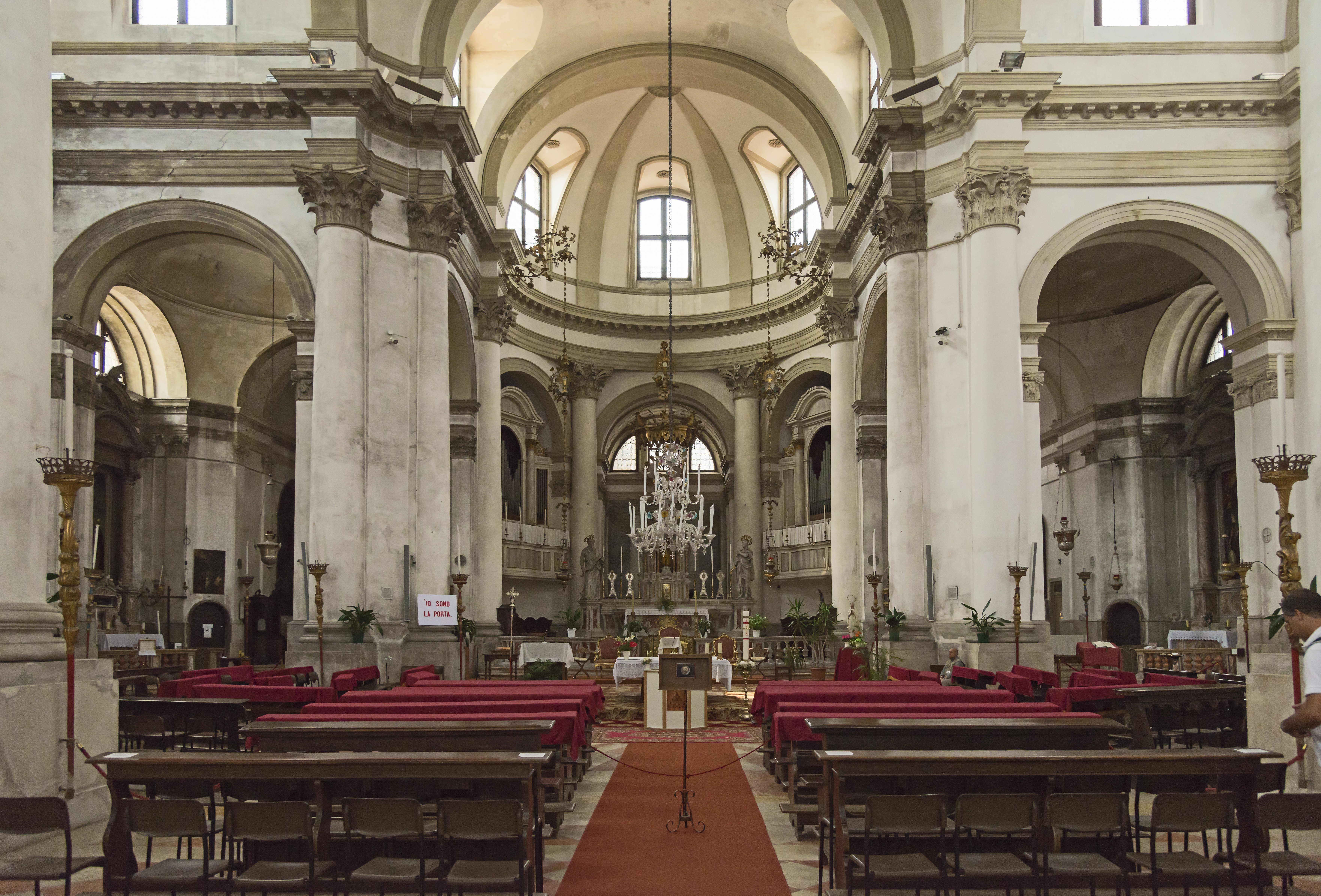
Vu du maître-autel
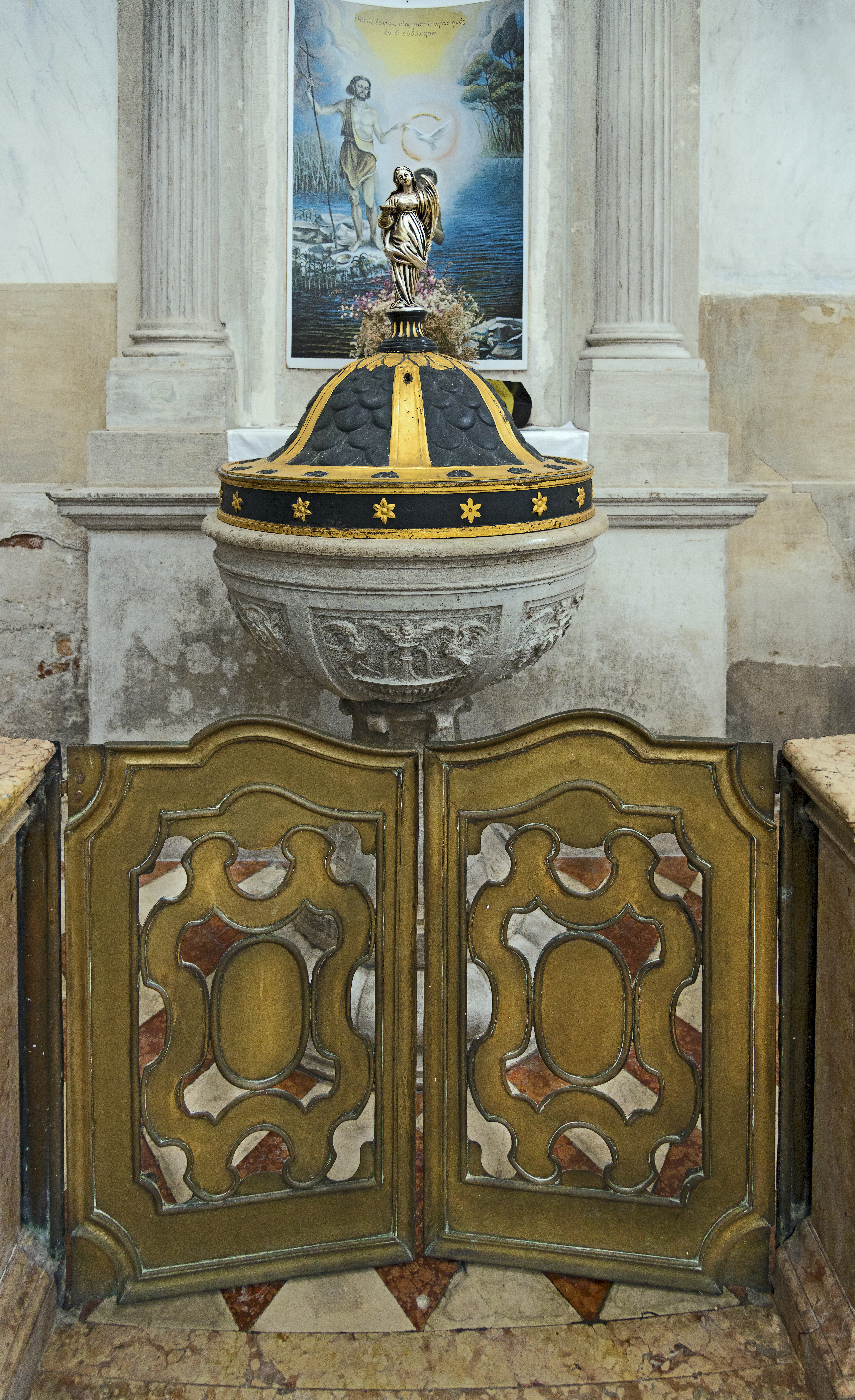
Les fonts baptismaux
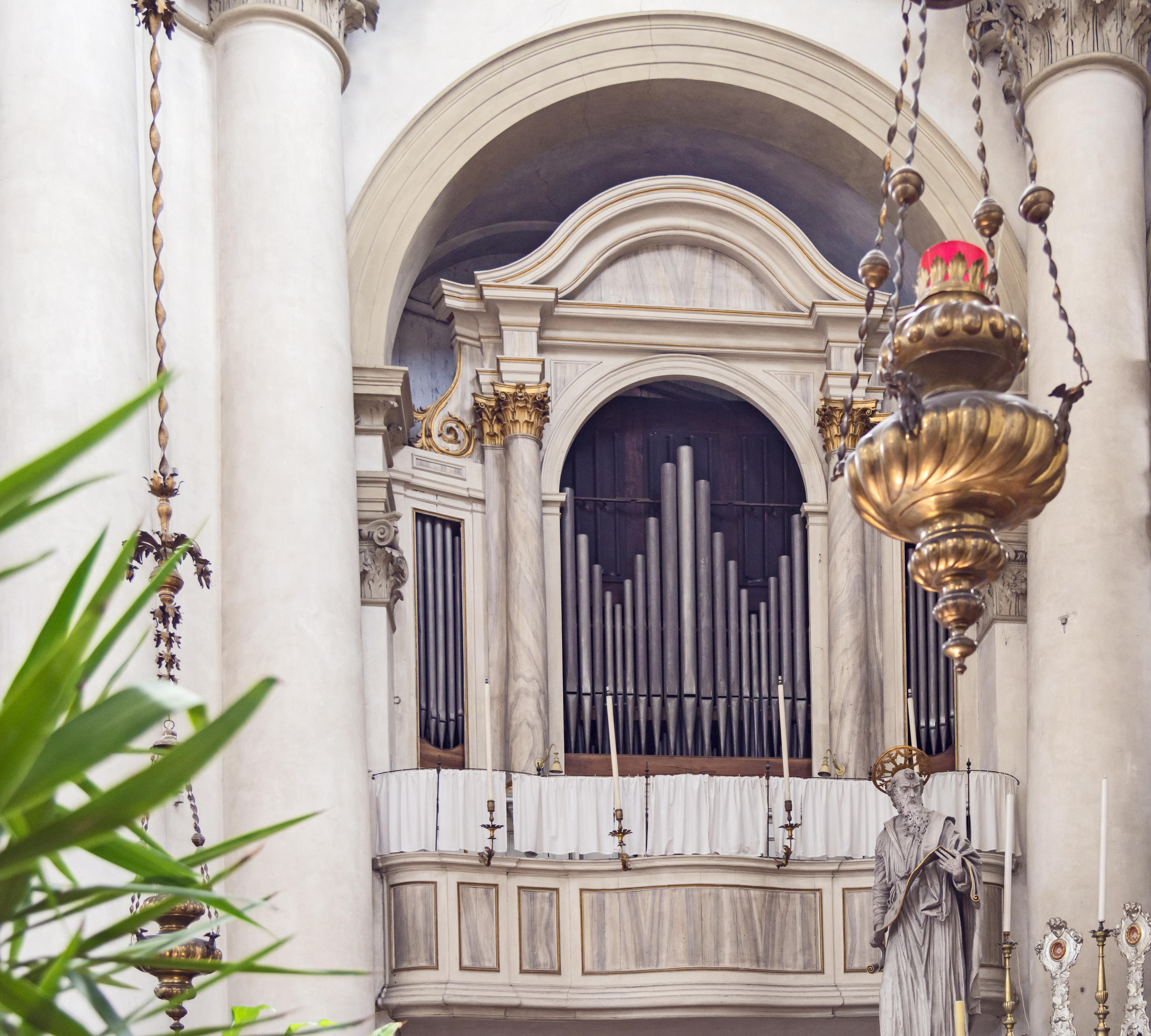
Buffet d'orgue de gauche (orgue véritable)
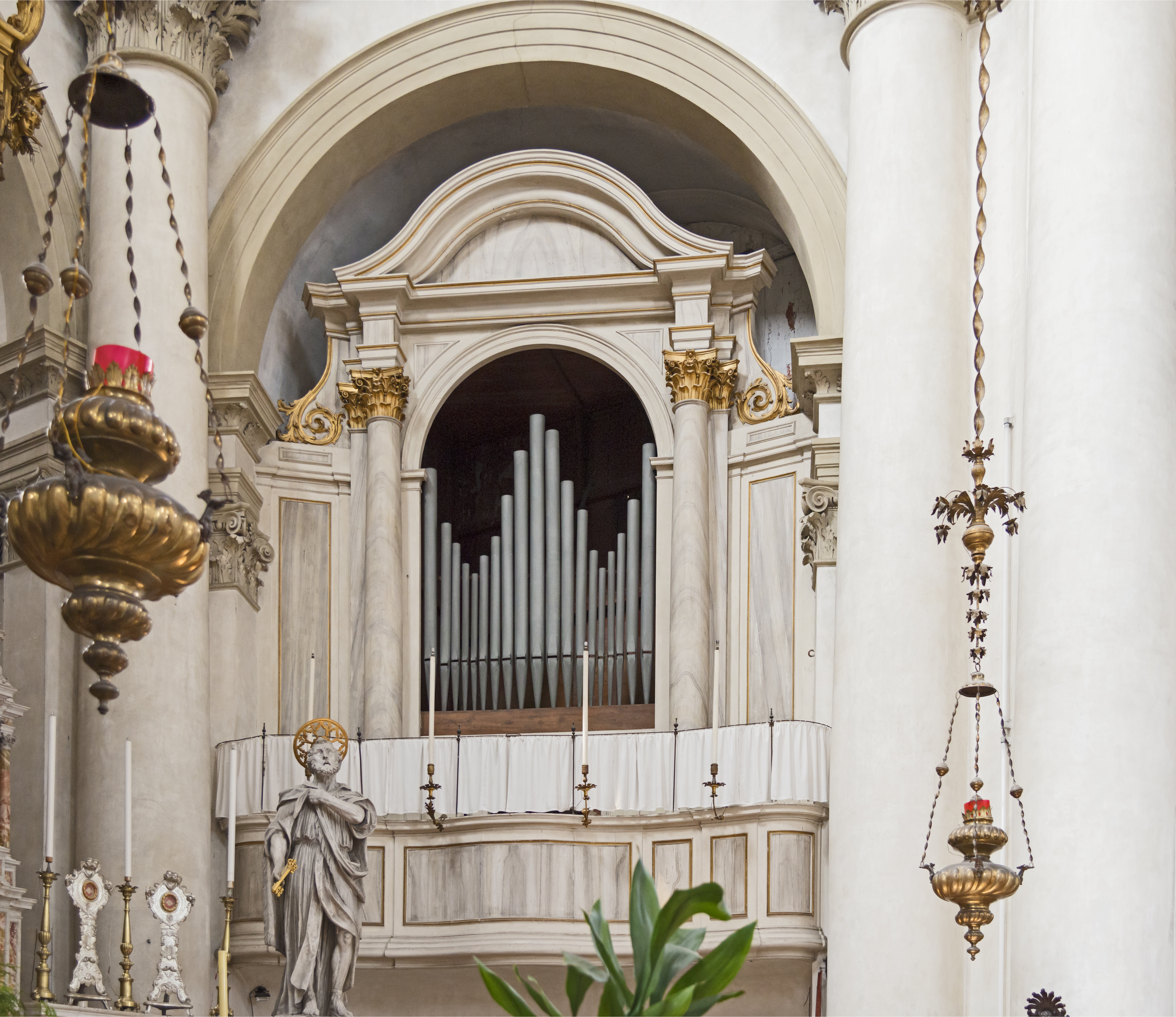
Buffet d'orgue de droite (décor)
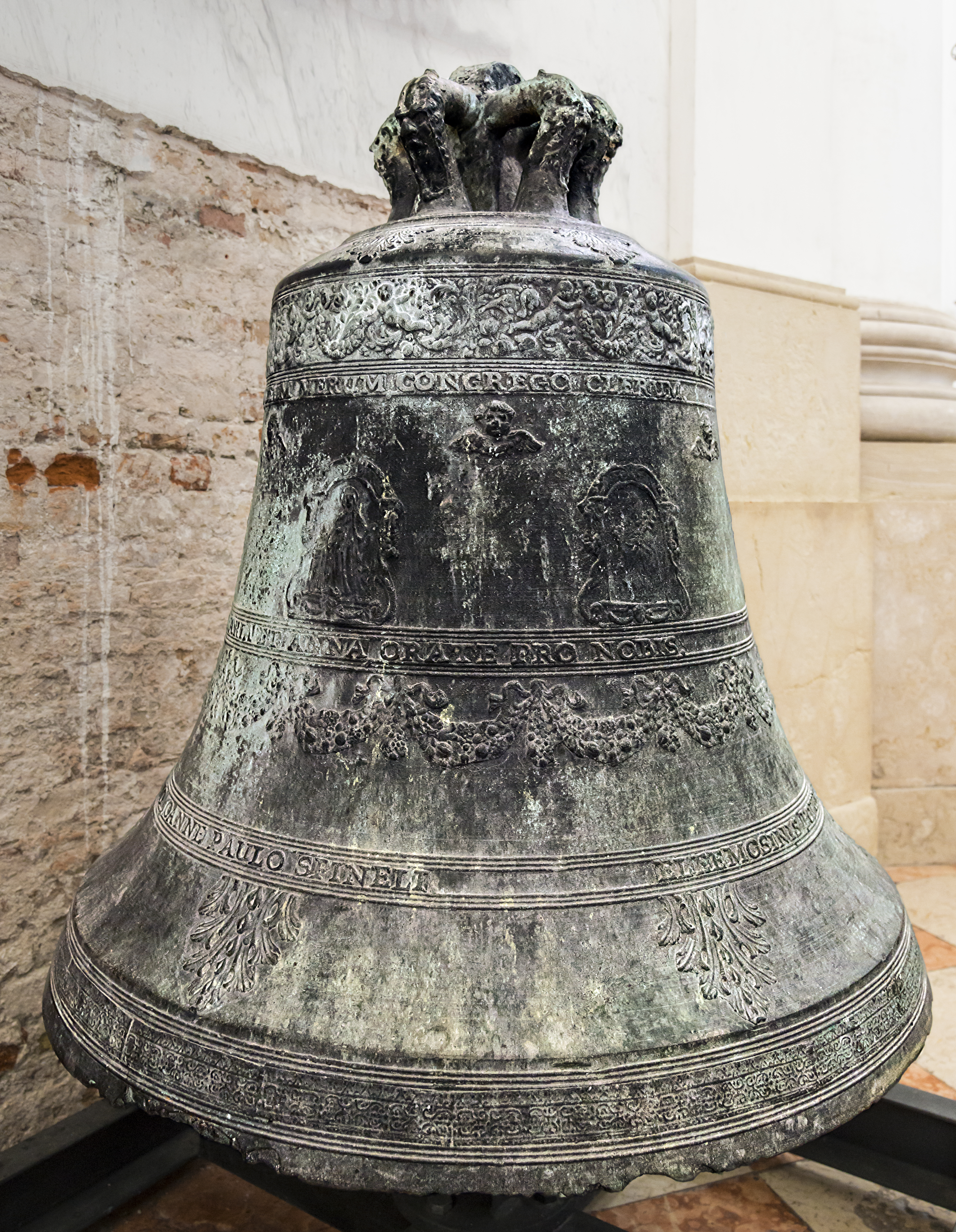
Cloche de 1813
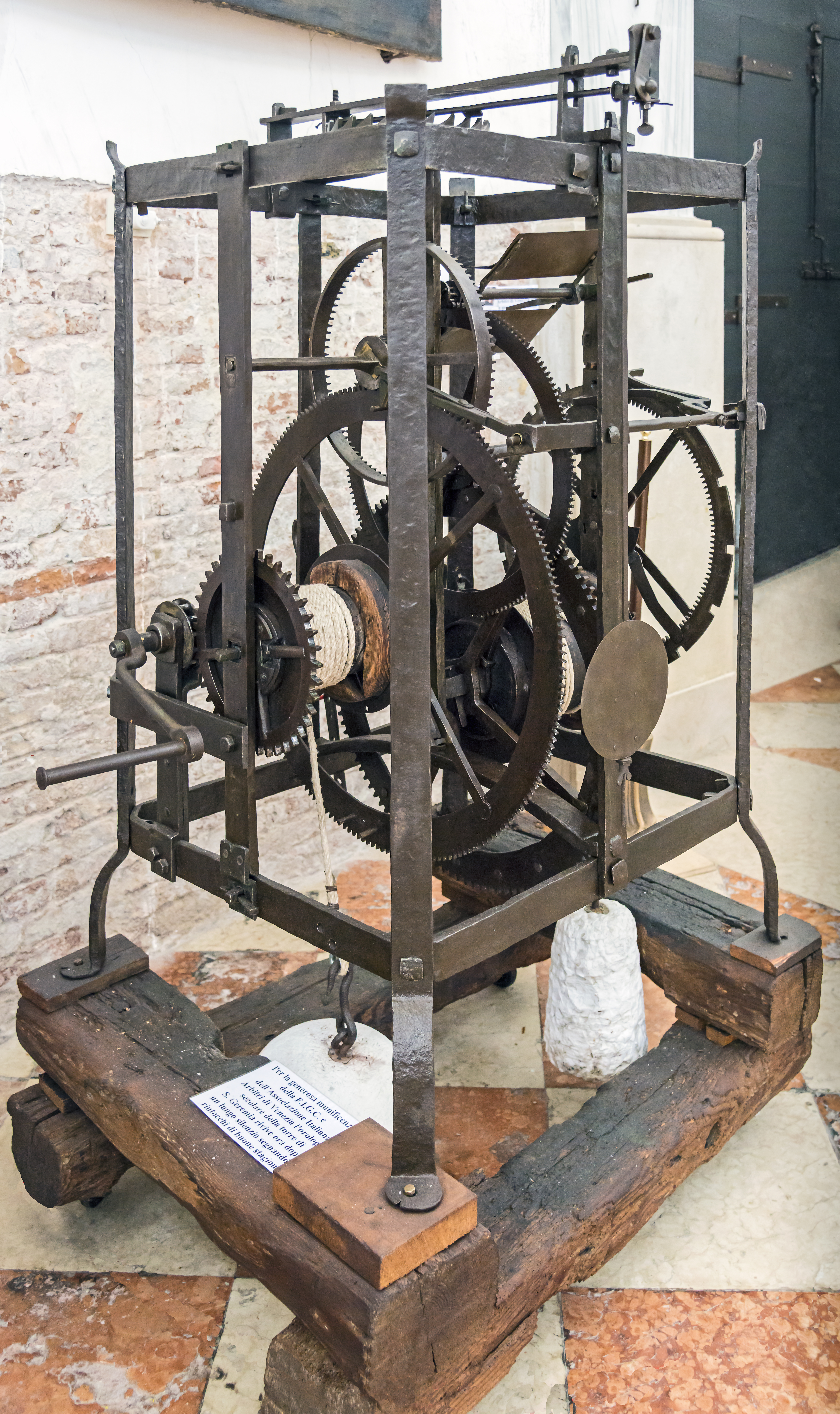
Le mécanisme de l'horloge (1500)

### Œuvres dans l'église
Tableaux
- La Rencontre de saint Joachim et de sainte Anne par Palma le jeune sur la contre-façade à droite.
- Du même auteur les deux portes d'orgue représentant sainte Lucie et saint Augustin. Œuvres excentrées dans la partie droite du chœur.
- La Gloire de saint Augustin par Leandro Bassano sur la contre-façade à droite. Il montre Nicolas de Tolentino, un évêque, Monica, Louis IX, roi de France. Signé : Lean Bas  Leandro dal Ponte dit Leandro Bassano (peint entre 1619-1622) - Retable de Saint-Augustin à l'église de l'Annonciation démolie en 1860.
- La Vierge assiste au couronnement de Venise par San Magno  par Palma le jeune Bras droit du transept.
- La Purification de Marie par Pietro Antonio Novelli (premier autel du côté droit).
- Descente de la croix  par Agostino Ugolini (second autel à gauche).
- La Crucifixion (Cristo crocifisso tra i Ss. Agostino, Lorenzo Giustiniani, Antonio di Padova, e Gaetano da Thiene) par Sebastiano Santi.
- Mort de saint Joseph par Francesco Maggiotto (1805)
- La Sainte Famille par Giambattista Mengardi
- Présentation de Marie au temple par Bernardino Lucadello
- Victoire de saint Thomas d'Aquin sur la tentation par  Palma il Giovane Chapelle absidiale de droite (1628)
- L'attente de la naissance  par Palma il Giovane Chapelle absidiale de droite (1628)

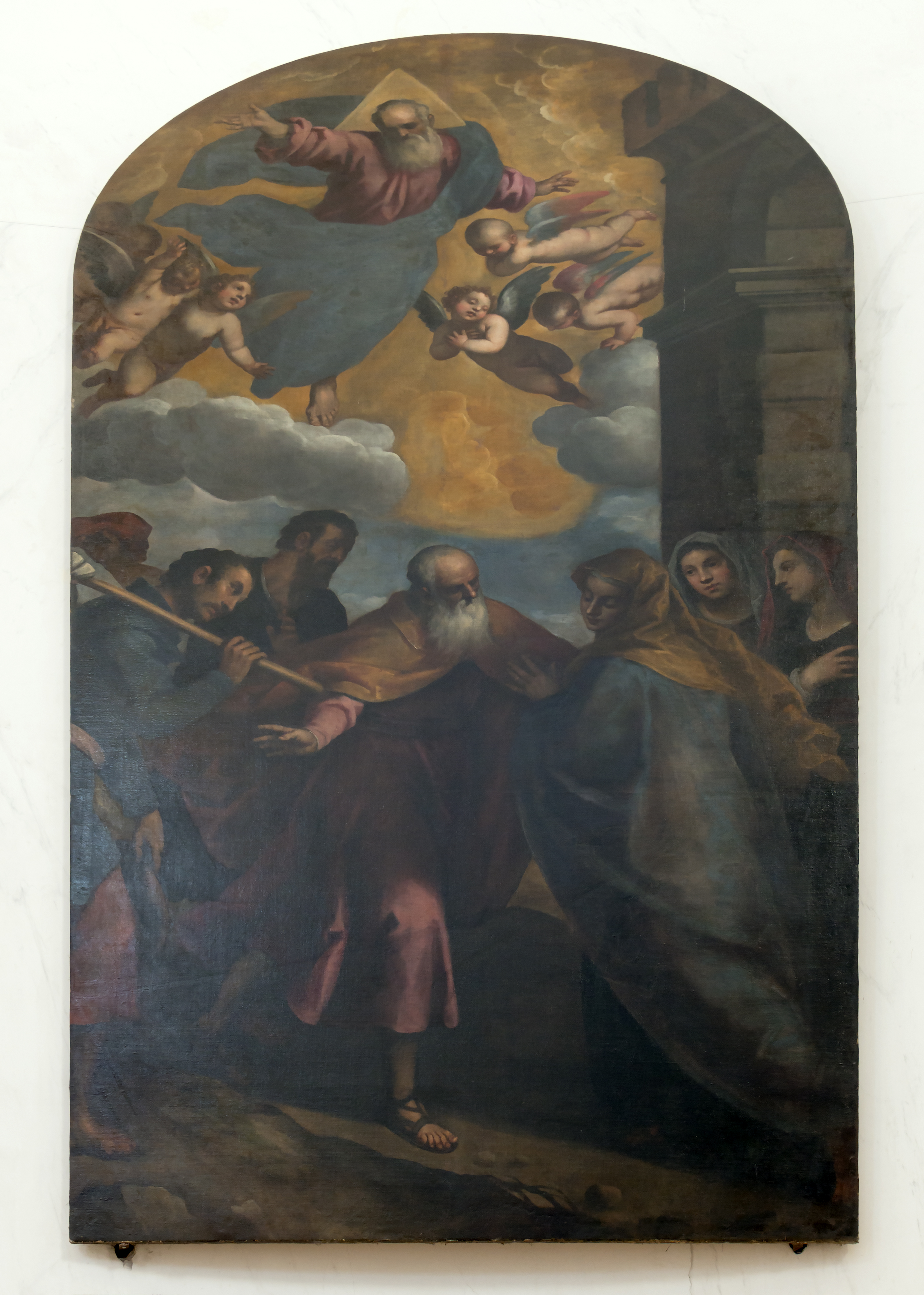
Incontro di San Gioacchino con Santa Anna Palma il Giovane
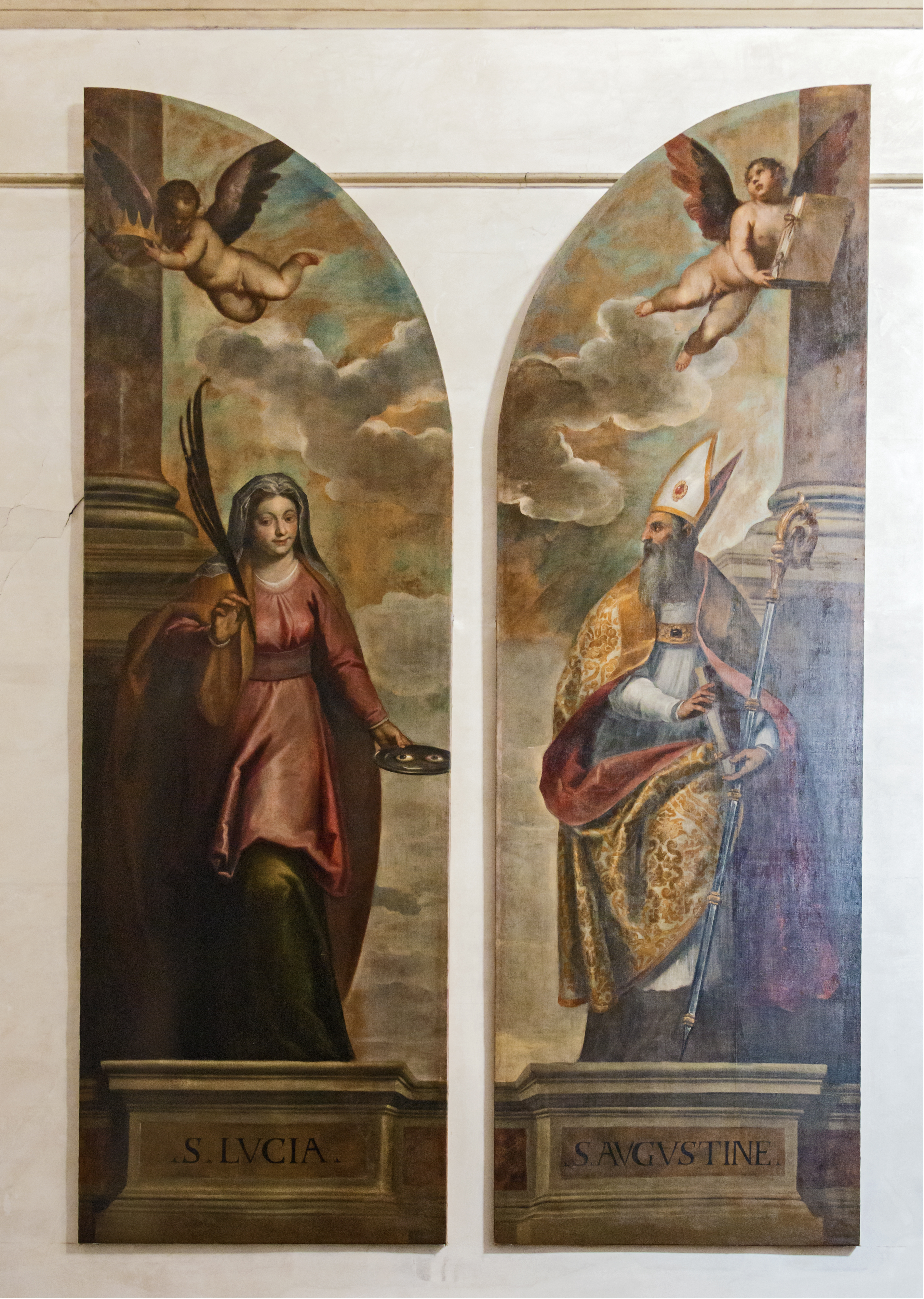
Portes d'orgues Palma il Giovane
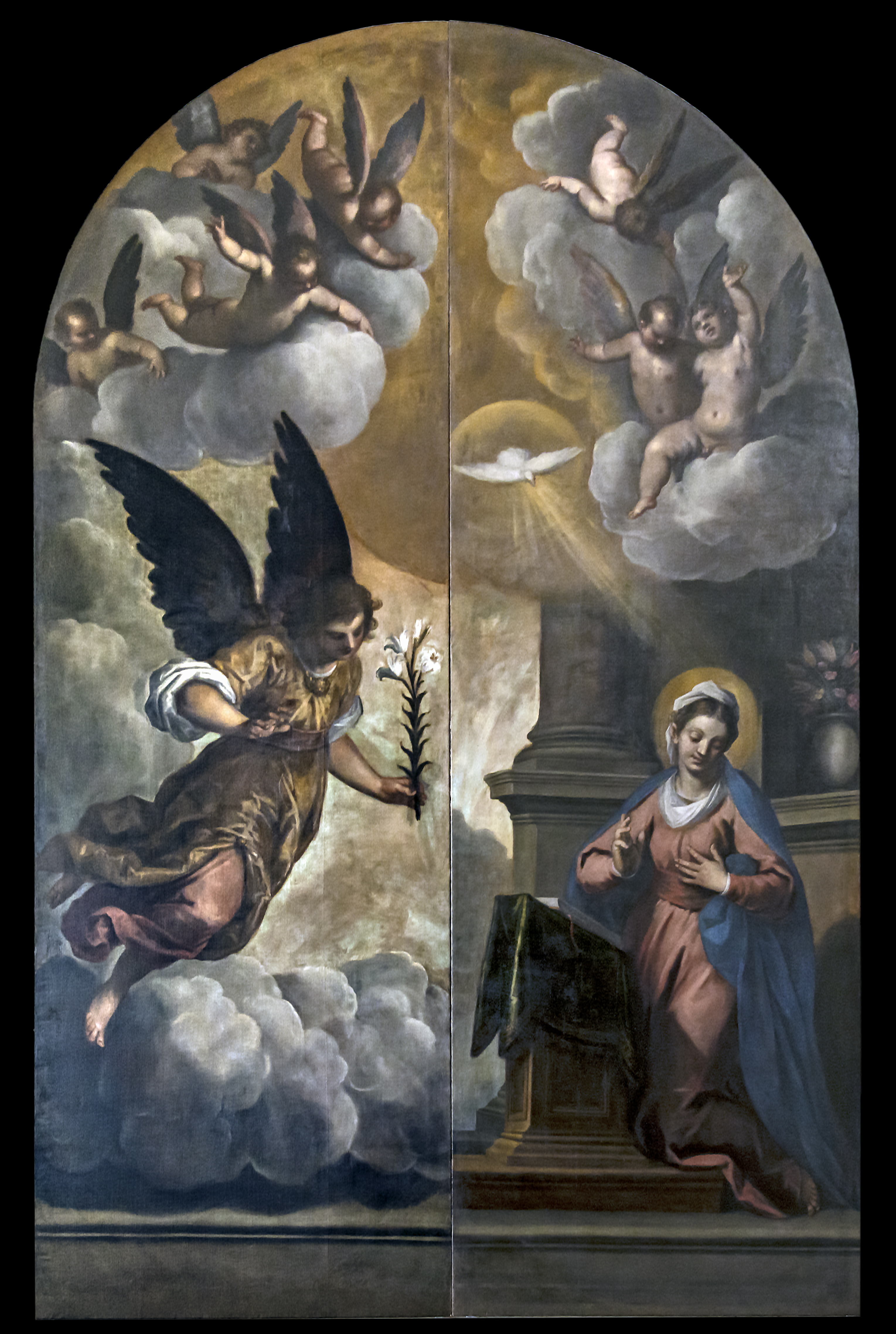
Annonciation - Portes d'orgues par Palma il Giovane
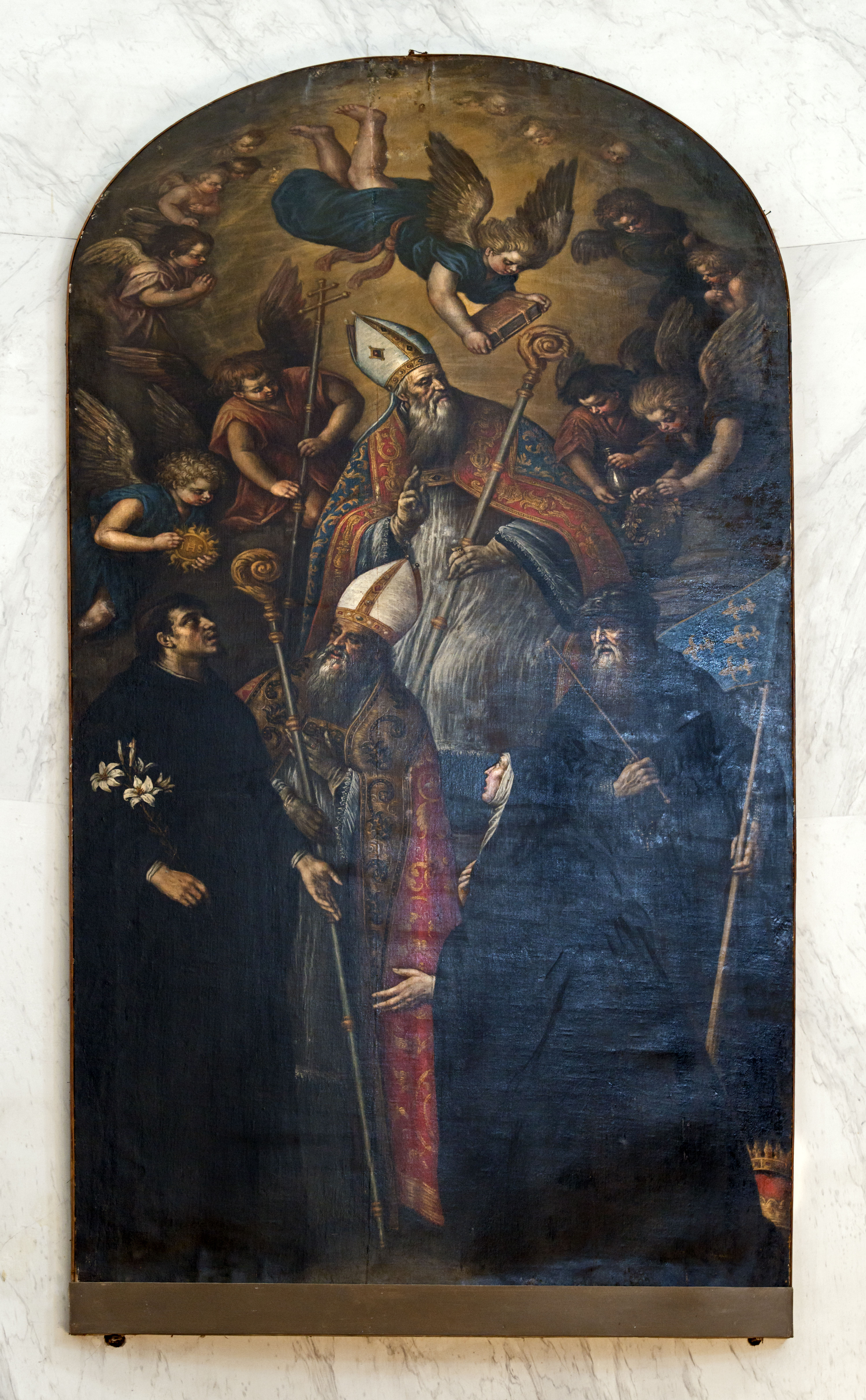
La Gloire de saint Augustin Leandro Bassano
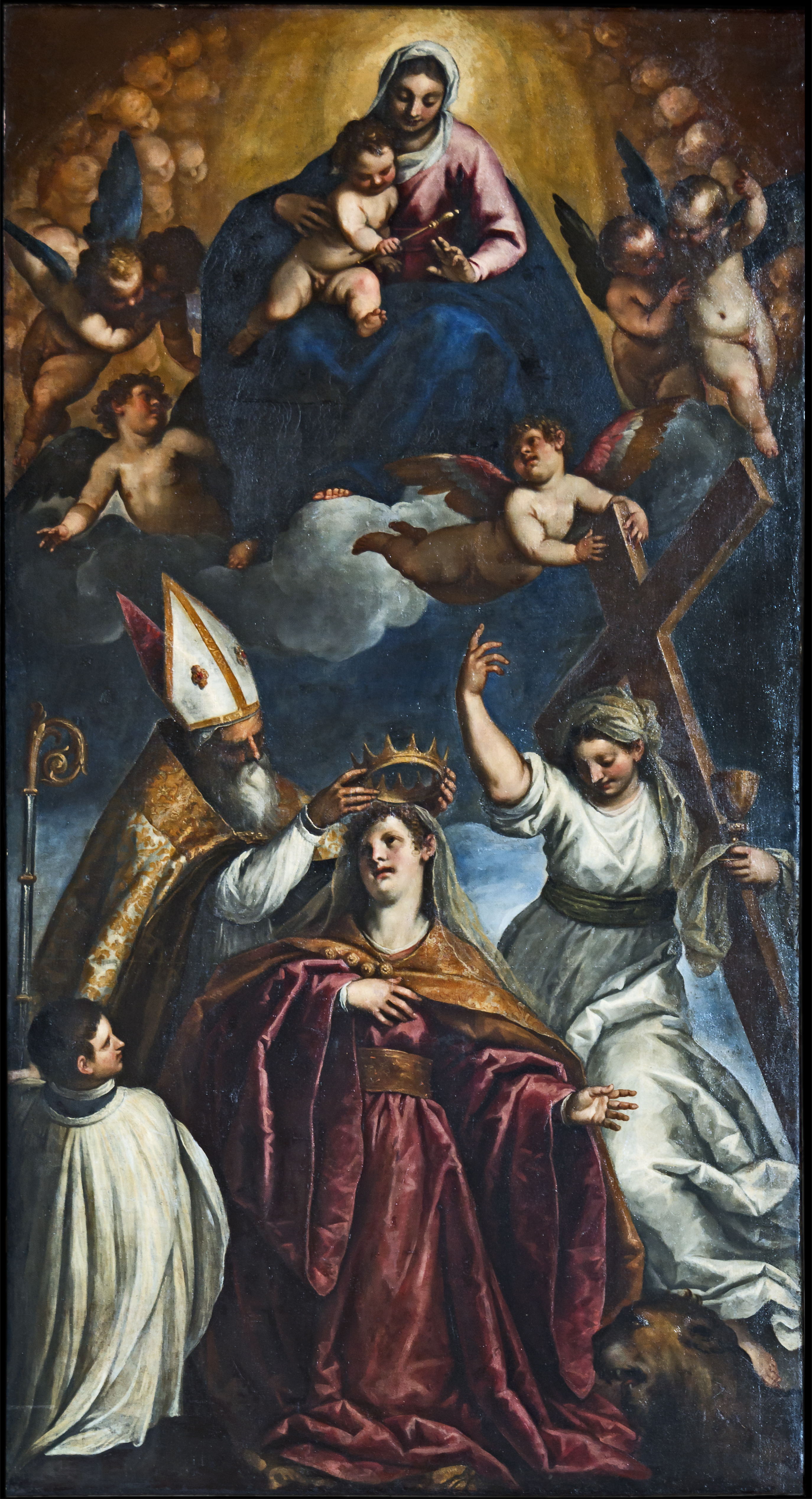
Le Couronnement de Venise... Palma il Giovane
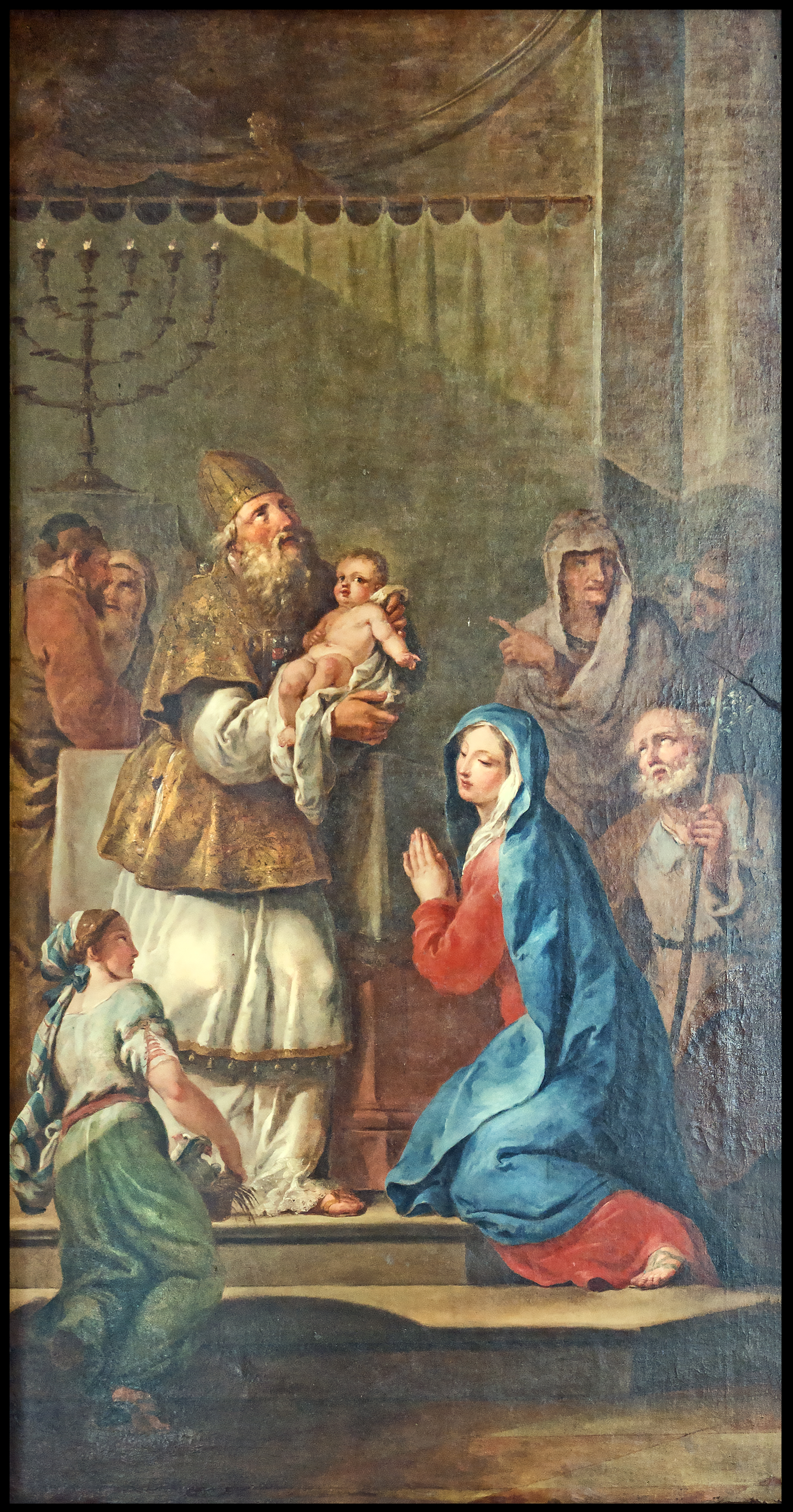
Purificazione di Maria Pietro Antonio Novelli
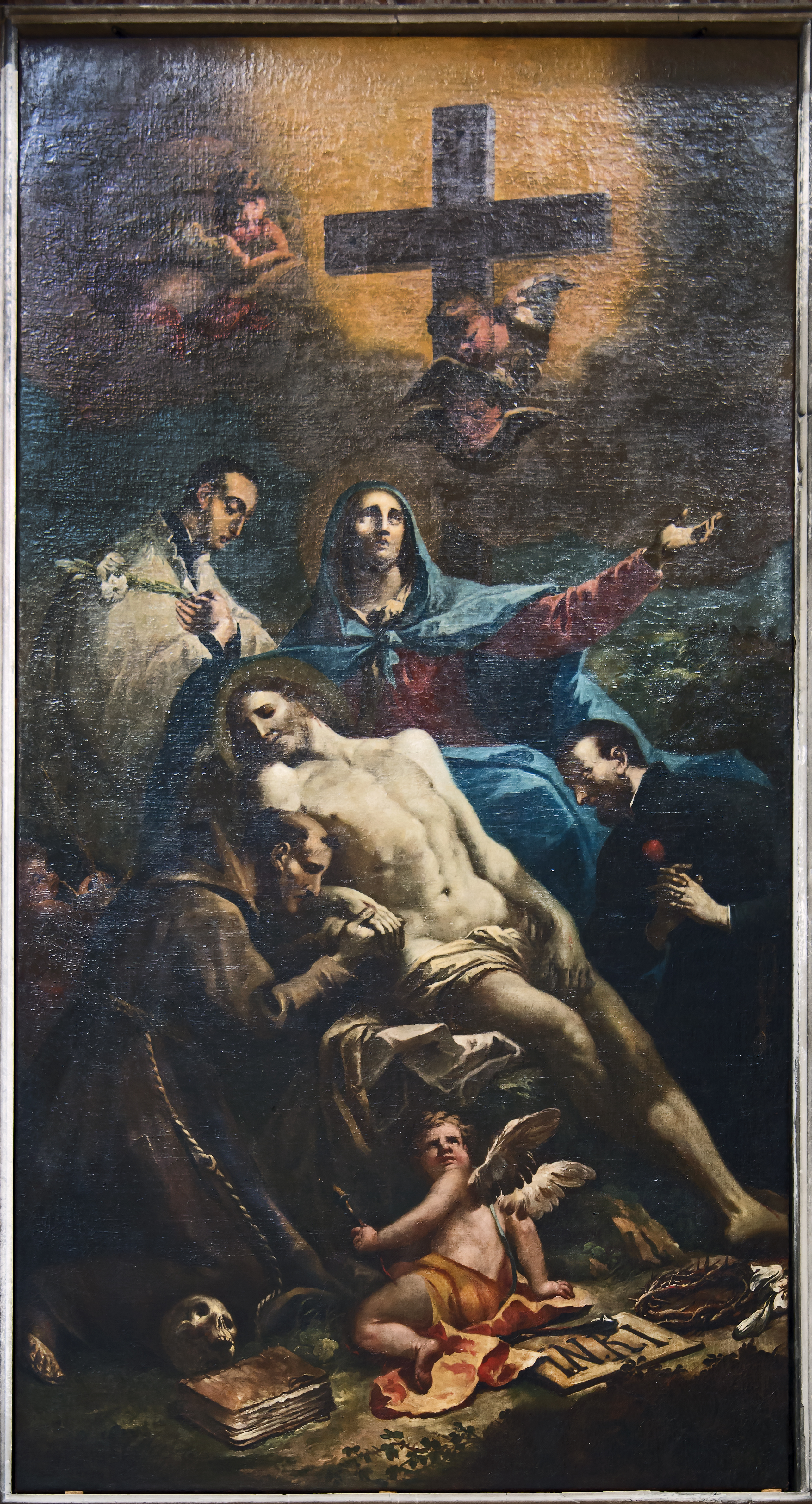
Deposizione di Cristo par Agostino Ugolini
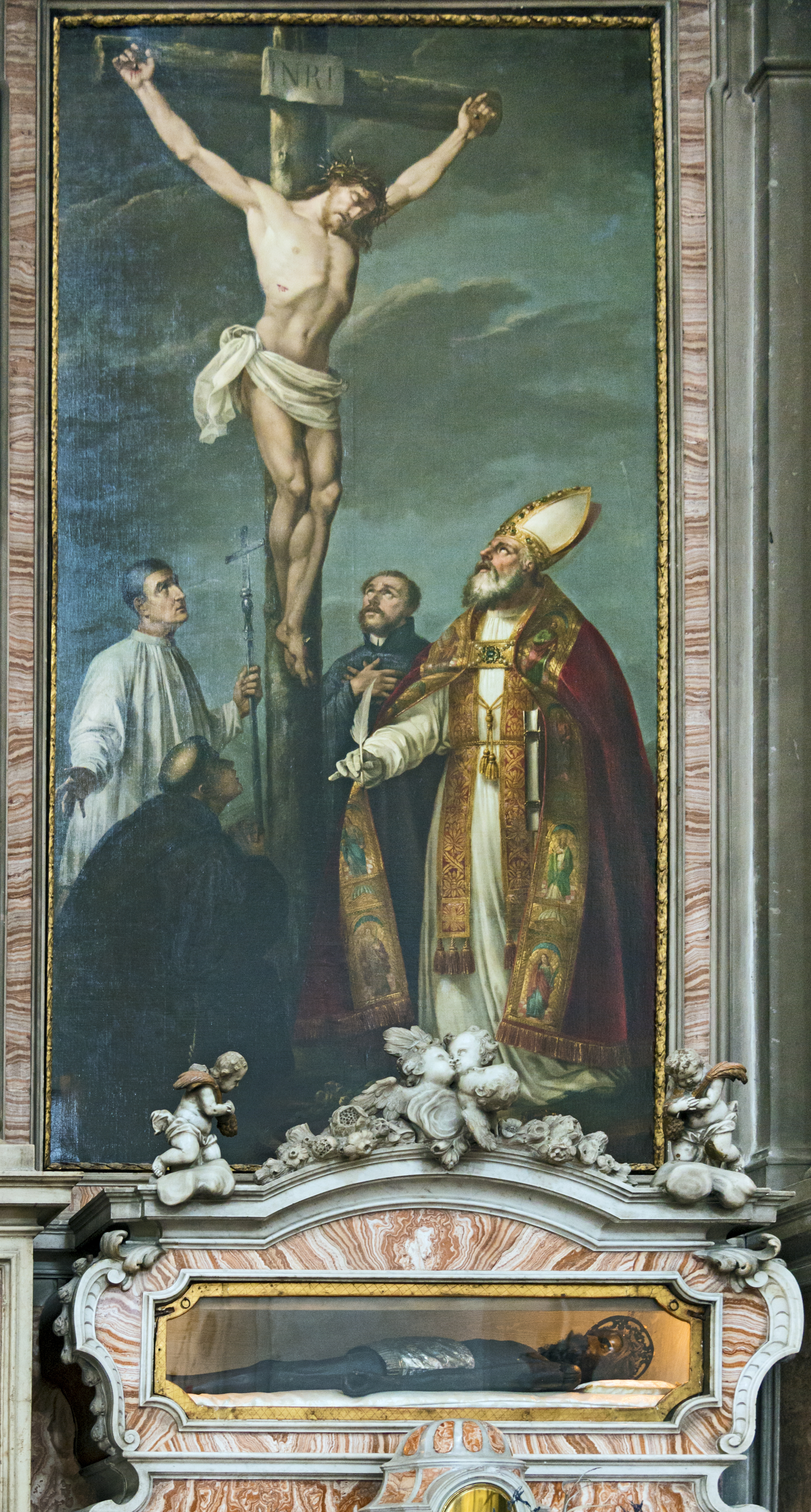
Crucifixion par Sebastiano Santi
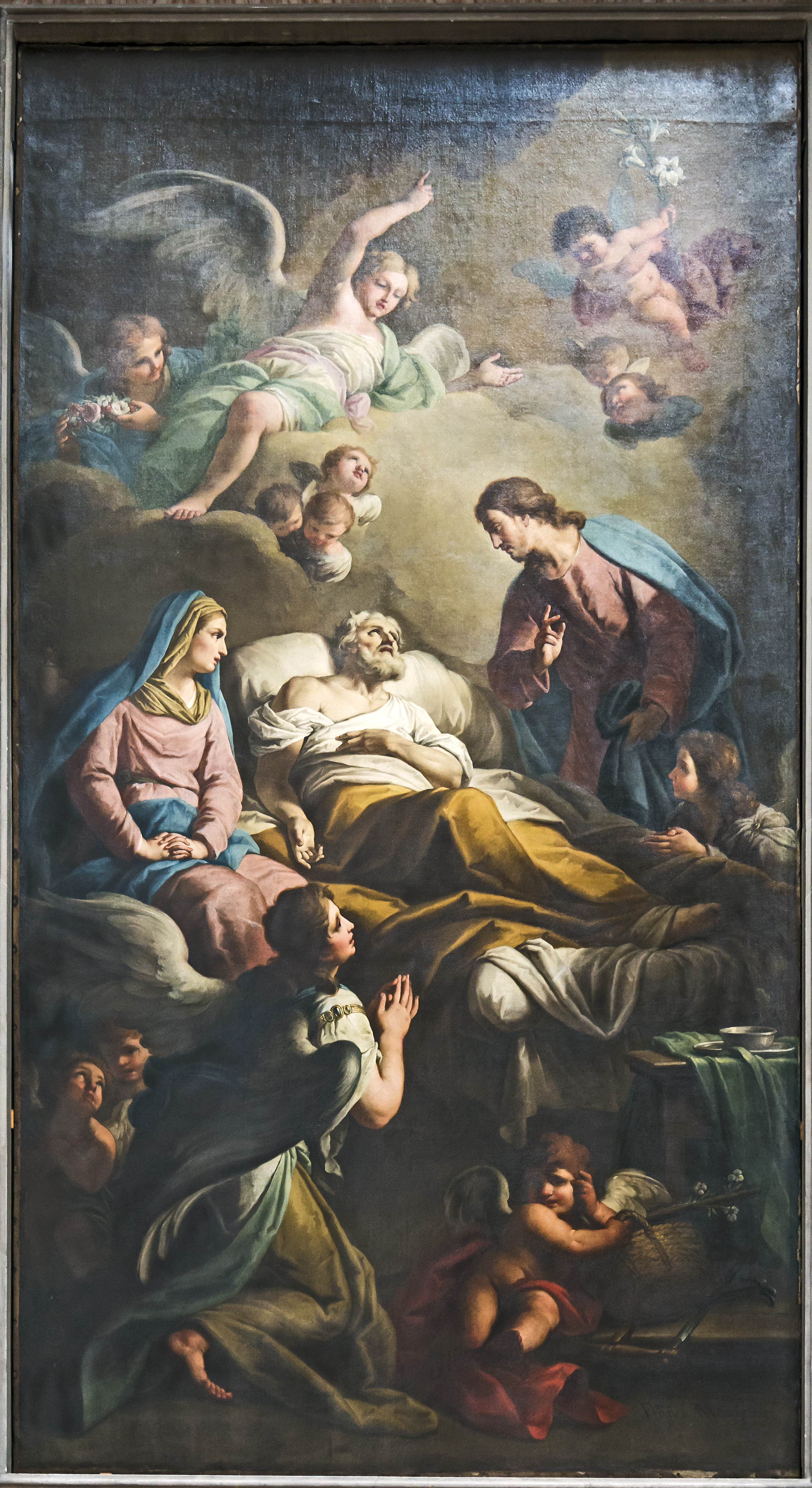
La Mort de saint Joseph  par Francesco Maggiotto
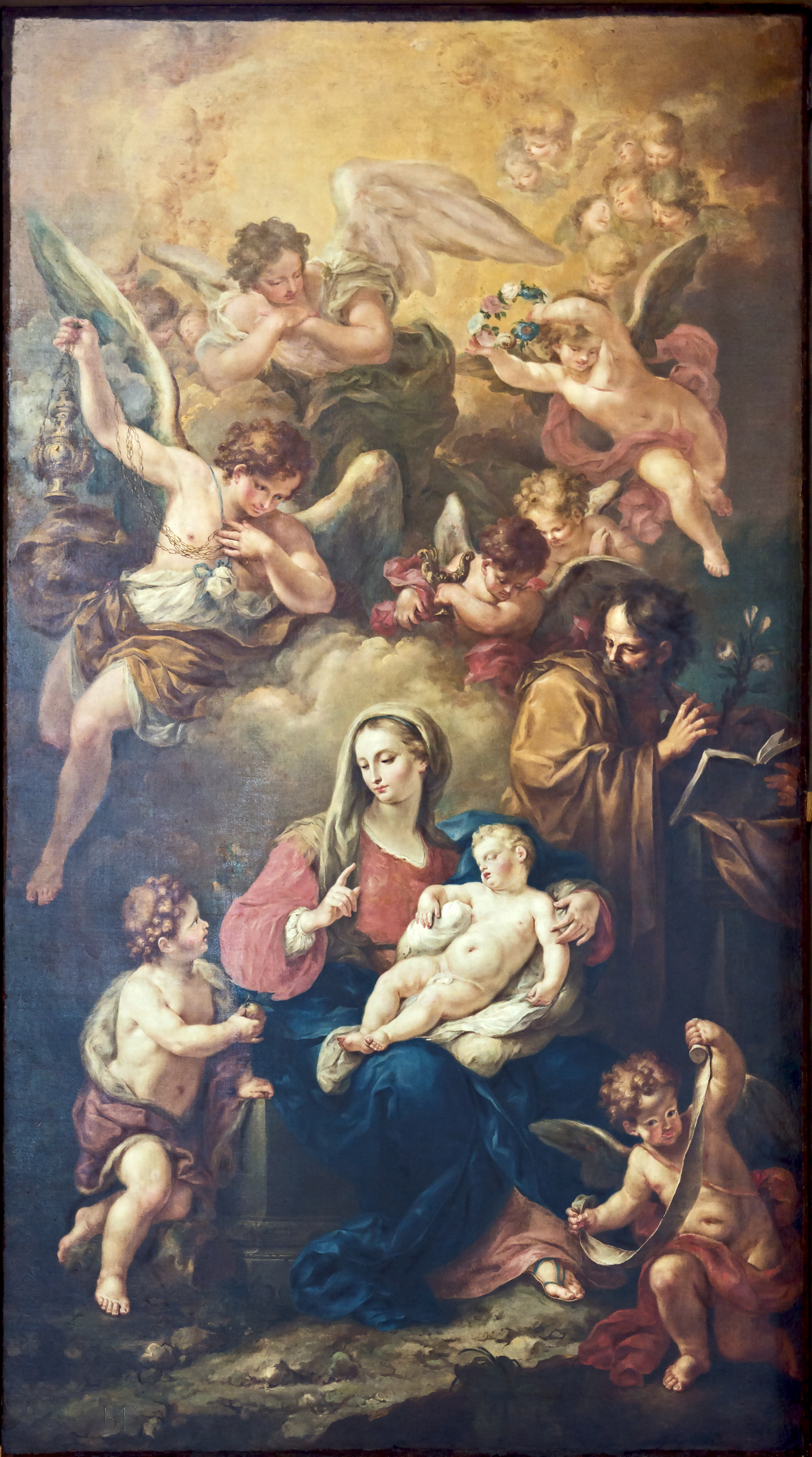
La Sainte famille par Giambattista Mengardi
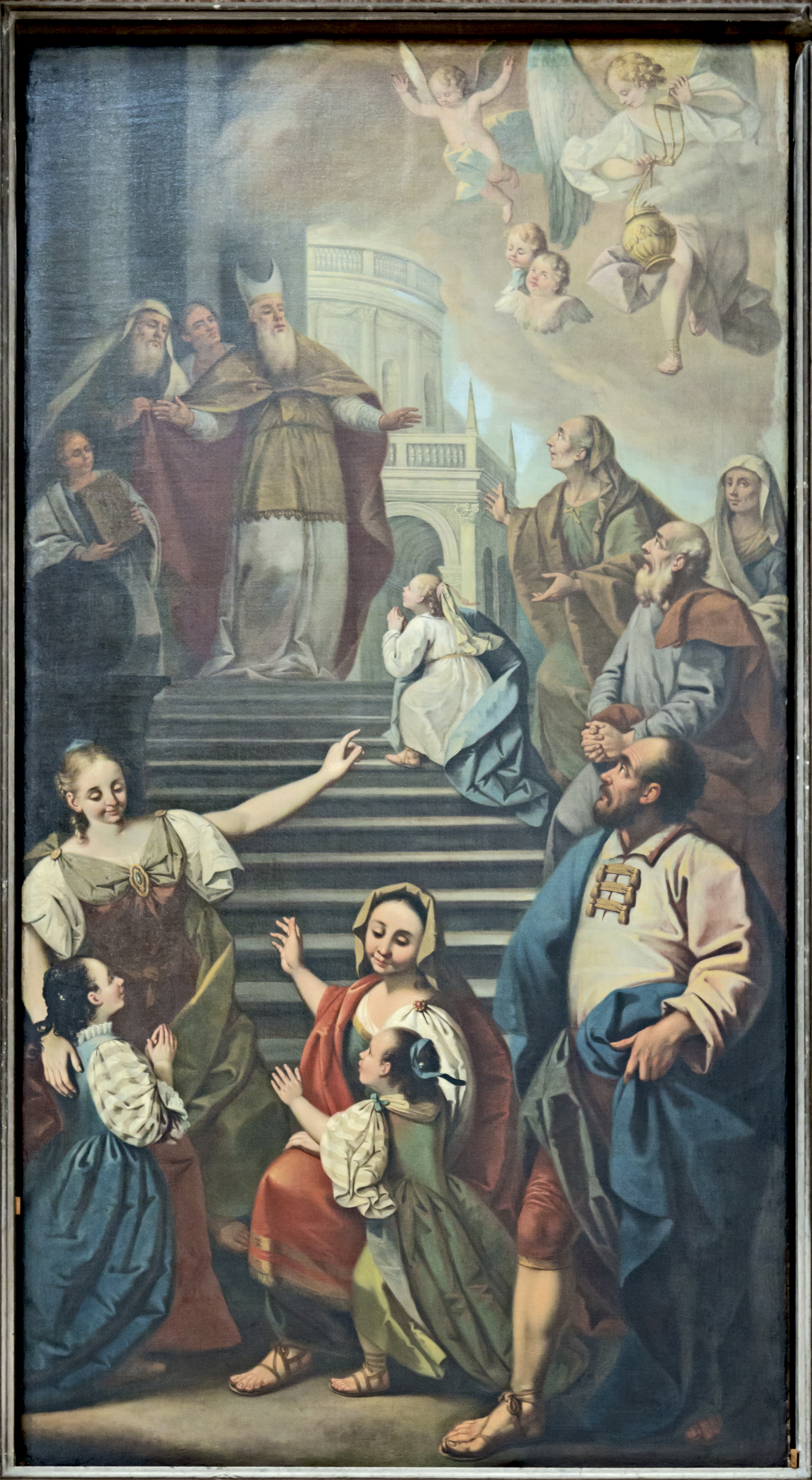
Présentation de Marie au temple par Bernardino Lucadello
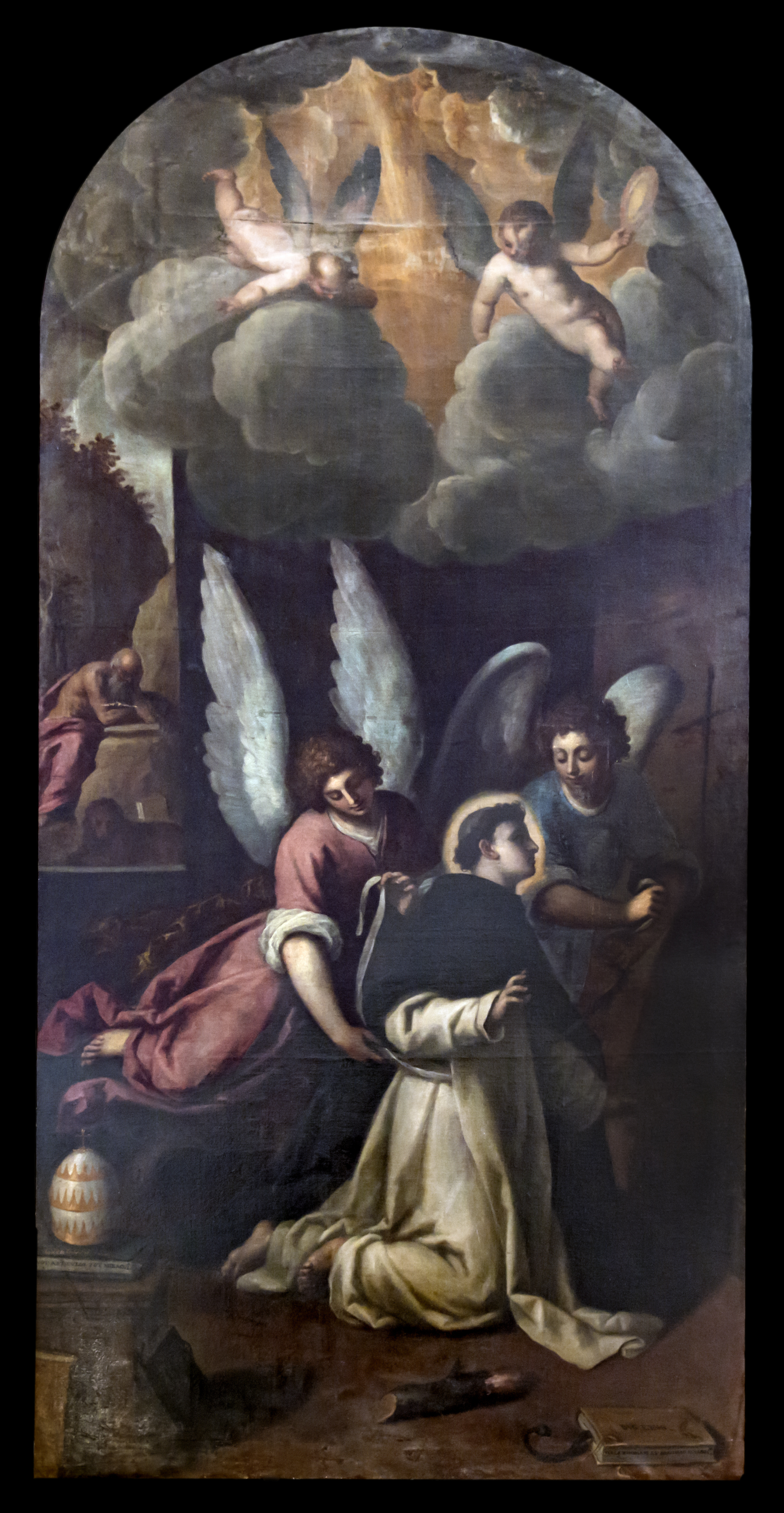
Victoire de saint Thomas d'Aquin sur la tentation Palma il Giovane
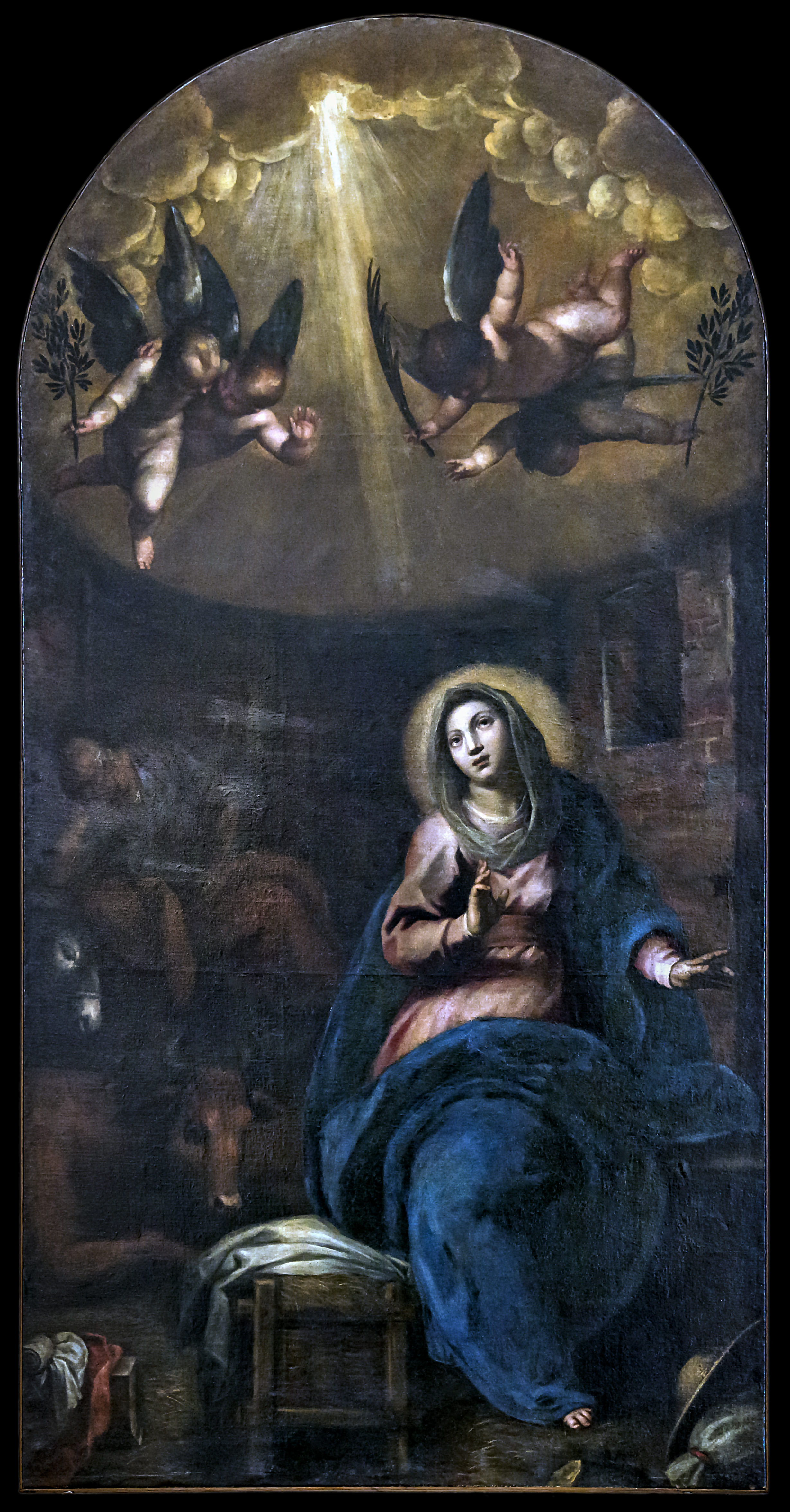
L'attente de la naissance Palma il Giovane

Sculptures
- Saint Jérémie par Giovanni Ferrari à droite du maître-autel
- Saint Pierre par Giovanni Ferrari à gauche du maître-autel
- La Vierge Marie entre saint François de Sales et saint Jean Népomucène ; sculptures de marbre de Giovanni Marchiori
- La Vierge du Rosaire par Giovanni Maria Morlaiter dans la chapelle absidiale à gauche du chœur.

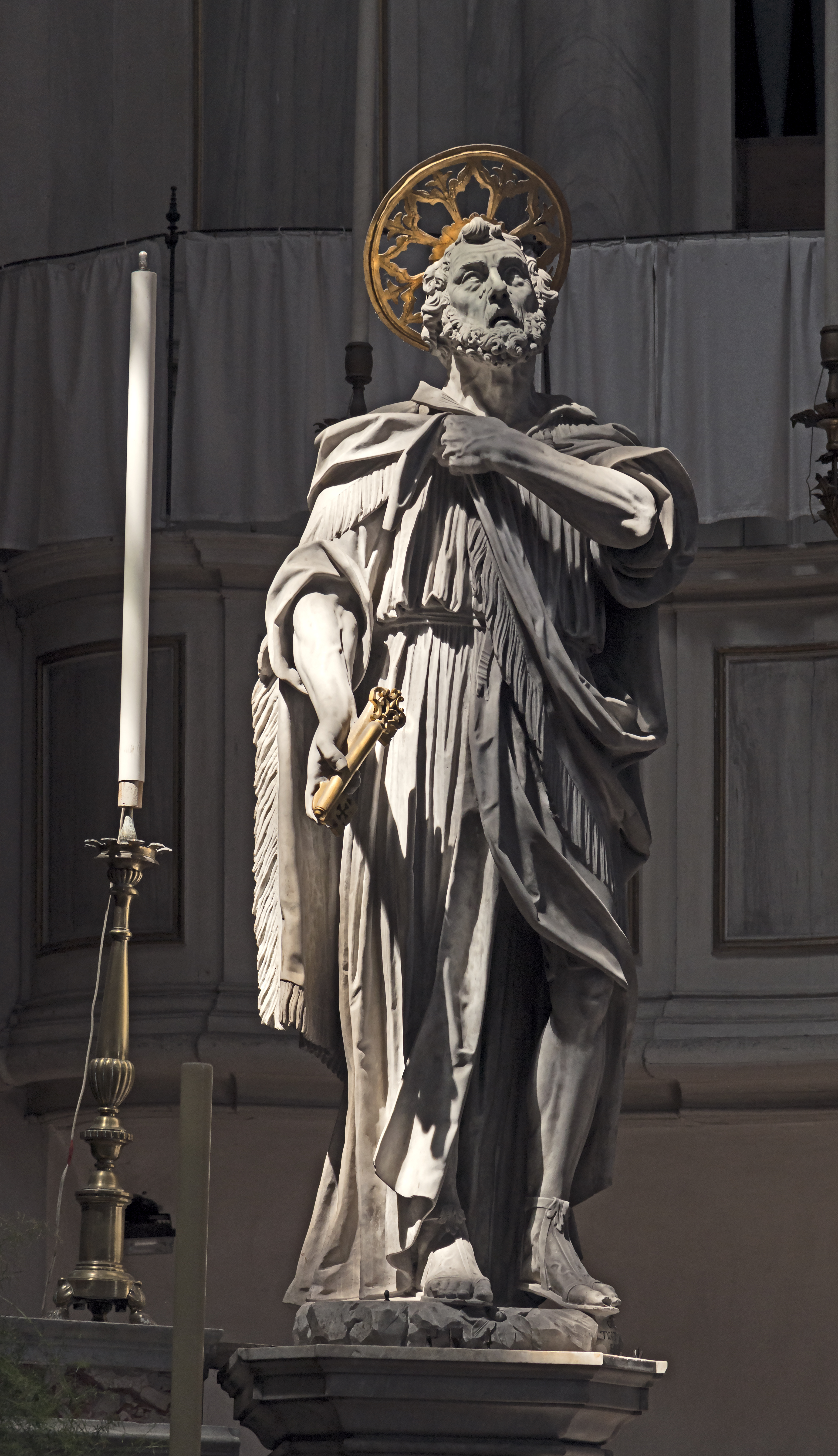
Saint Pierre par Giovanni Ferrari
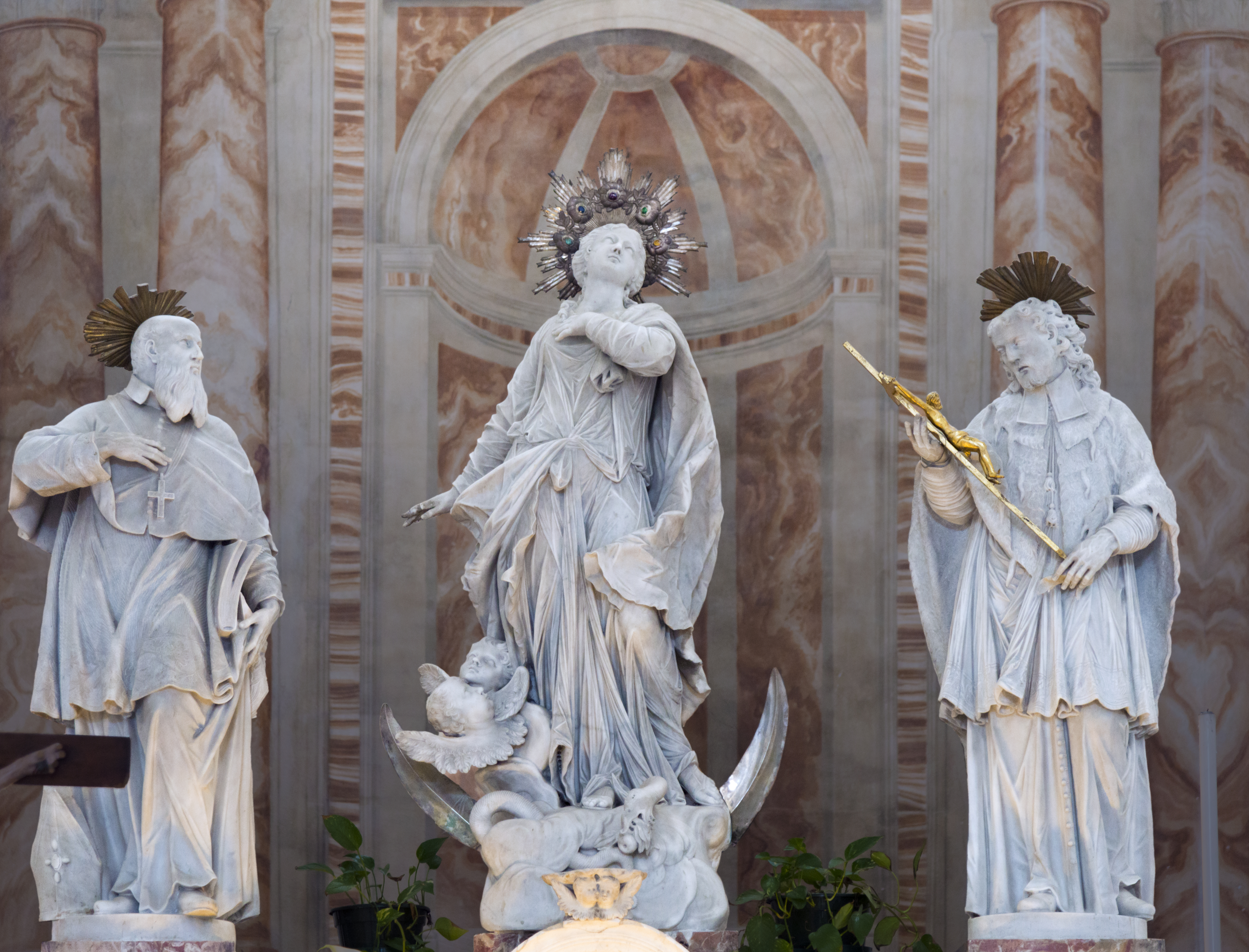
La Vierge, par Giovanni Marchiori
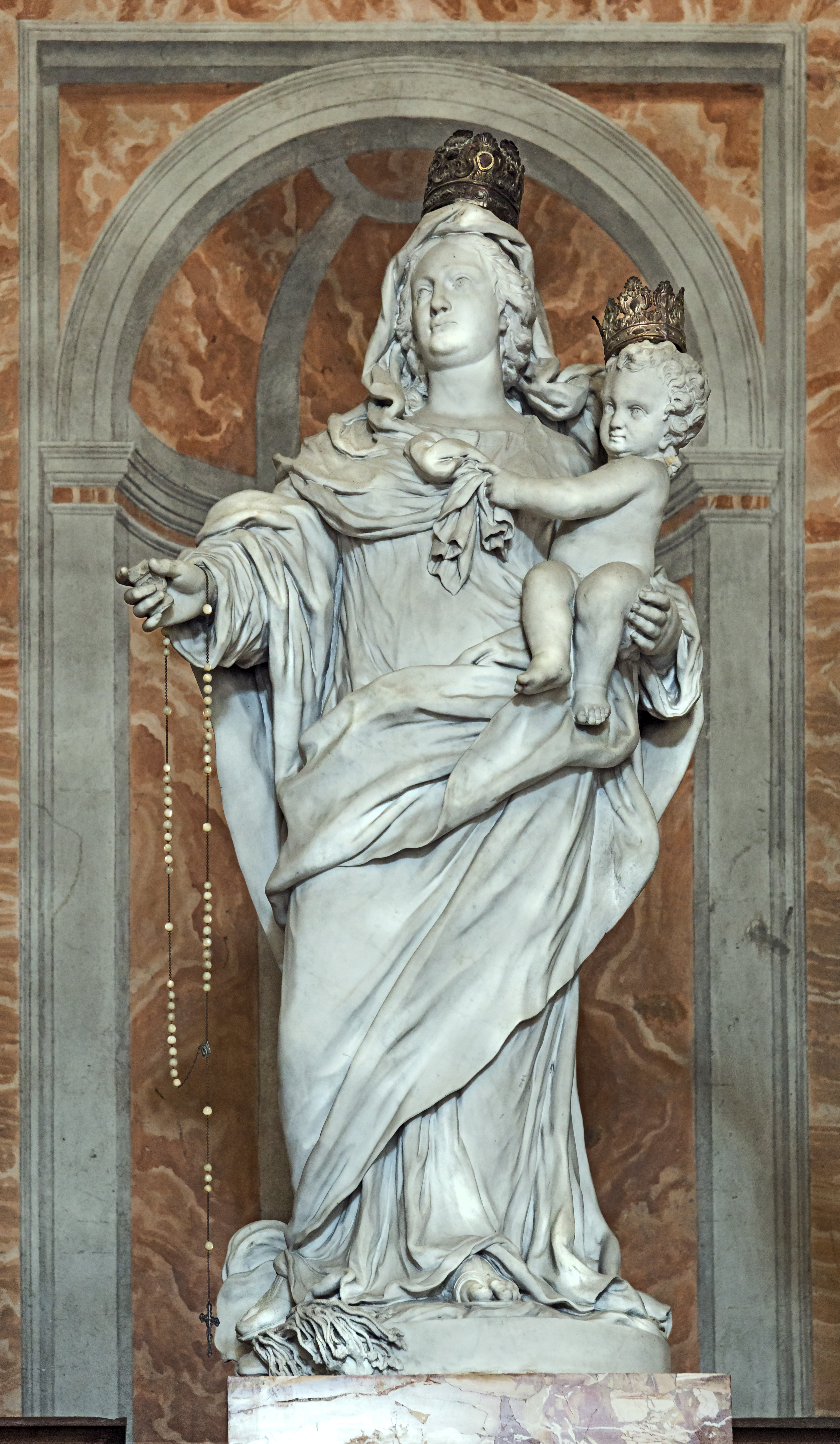
Madonna del Rosario par Giovanni Maria Morlaiter

## Sainte  Lucie
Une chapelle construite dans l'église en 1863 et embellie avec des éléments du Palladio est l'objet de pèlerinages et de dévotion par la présence des reliques de sainte Lucie, volées à Constantinople par Enrico Dandolo en 1204. Elles y ont translatées en 1861 lorsque l'église qui lui était dédiée fut démolie. L'attribut de sainte Lucie dans les peintures sont ses yeux, le plus souvent sur une plaque, placées là après avoir été arrachés comme punition pour son refus d'une offre de mariage. En 1955, Angelo Roncalli, futur pape Jean XXIII et patriarche de Venise, avait posé un masque d'argent sur le visage de la sainte pour le protéger de la poussière. Jusque-là on pouvait encore regarder dans ses orbites vides. Le corps avait été volé le 7 juillet 1981, par des hommes armés, délogeant sa tête avant qu'ils soient sortis de l'église. Il fut retrouvé en décembre 1981, sans aucune rançon payée.

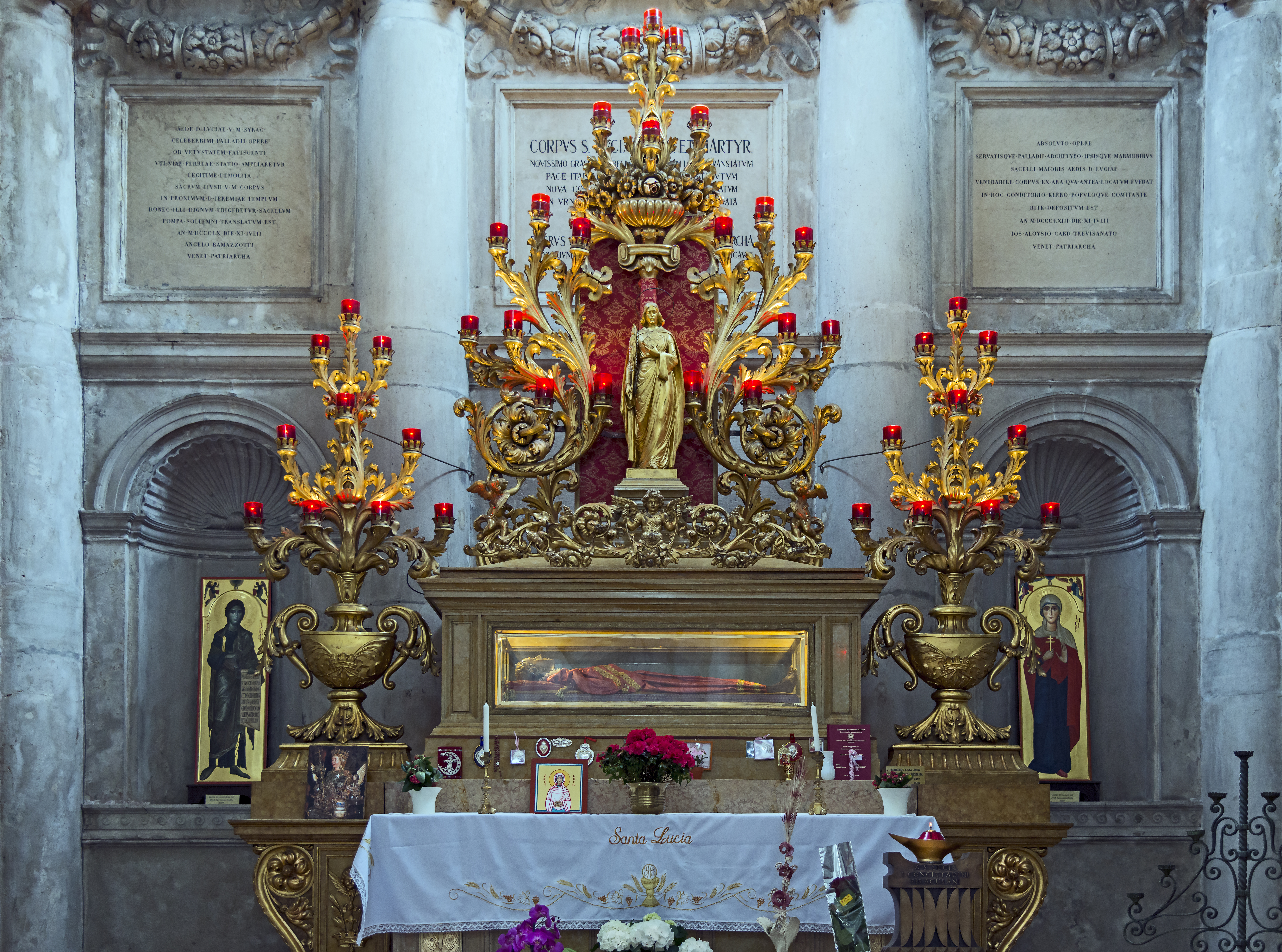
Châsse de sainte Lucie.
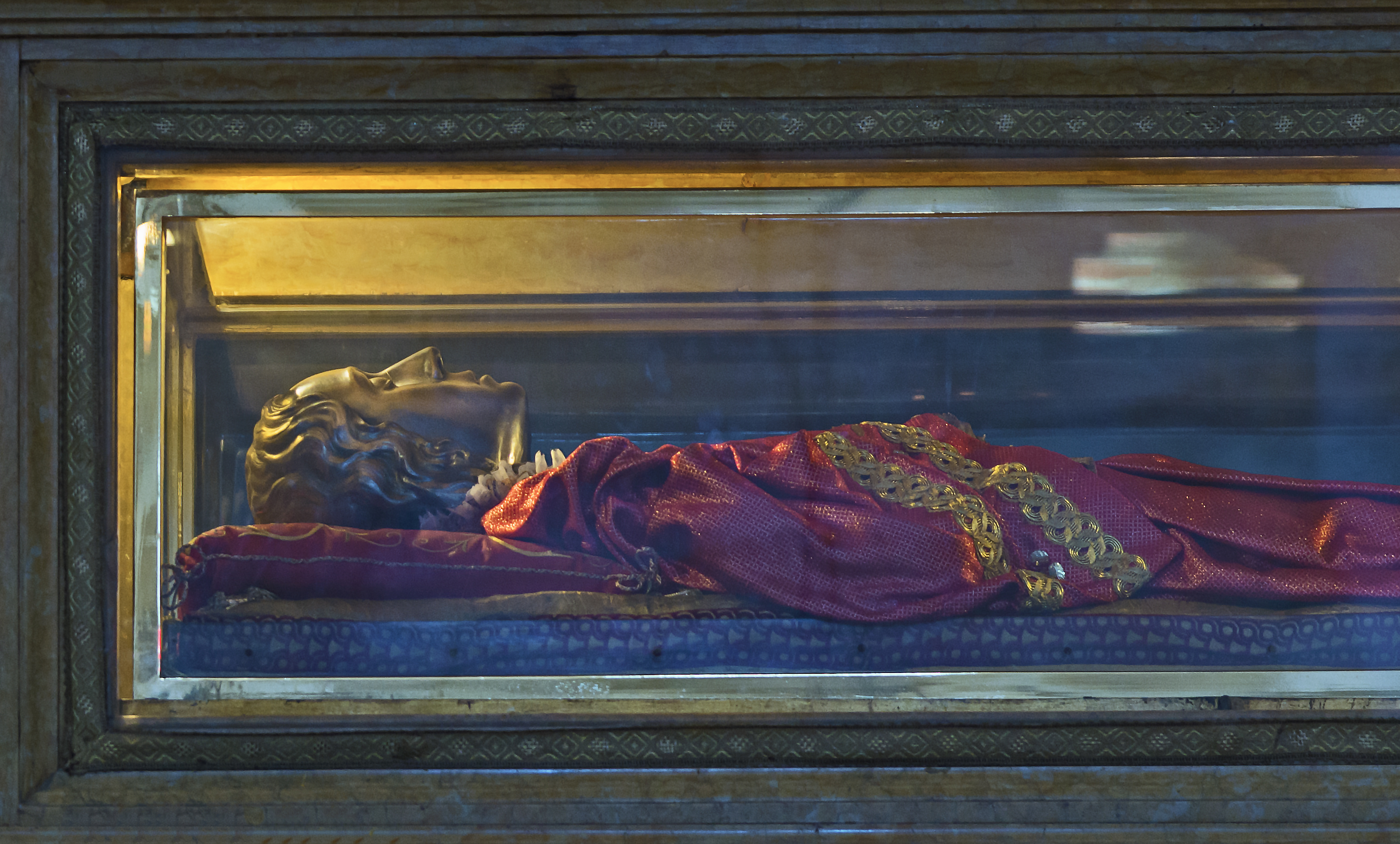
Le masque d'argent de sainte Lucie.